# Myanmar

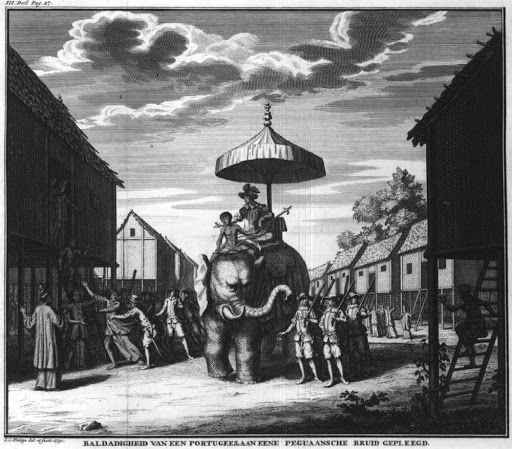
Governador português do Sirião rodeado de soldados; século XVII

Myanmar ou Birmânia, oficialmente República da União de Myanmar (em birmanês: ပြည်ထောင်စုသမ္မတ မြန်မာနိုင်ငံတော်; pronunciado: [pjìdà̀uɴzṵ θà̀ɴməda̯ mjəmà nàiɴŋàɴdɔ̀]), é um país do sul da Ásia continental, limitado ao norte e nordeste pela China; a leste pelo Laos; a sudeste pela Tailândia; ao sul e sudoeste pelo mar de Andamão e pelo golfo de Bengala; e a noroeste pelo Bangladesh e pela Índia. Em 2006, a capital do país foi transferida de Rangum para Nepiedó.
Myanmar tornou-se independente do Reino Unido em 4 de janeiro de 1948, com o nome oficial de "União da Birmânia", designação que voltou a adotar após um período como "República Socialista da União da Birmânia" – 4 de janeiro de 1974 a 23 de setembro de 1988. Em 18 de junho de 1989, o regime militar birmanês anunciou que o nome oficial do país passaria a ser União de Myanmar. A nova designação foi reconhecida pelas Nações Unidas e pela União Europeia, mas não pelos governos dos Estados Unidos e Reino Unido. Conforme a Constituição de 2009, o nome do país mudou para “República da União de Myanmar”, medida implementada em 21 de outubro de 2010.
A diversa população birmanesa teve papel fundamental para definir a política, história e demografia do país nos tempos modernos. Seu sistema político é hoje mantido sob controle estrito do Conselho de Estado para a Paz e Desenvolvimento — o governo militar chefiado, desde 1992, pelo general Than Shwe. As forças armadas birmanesas controlam o governo desde que o general Ne Win declarou um golpe de Estado em 1962 para derrubar o governo civil de U Nu. Entretanto, um novo presidente foi eleito democraticamente para governar o país a partir de 1 de abril de 2016. Seu nome é Htin Kyaw, braço direito da deputada e uma das principais opositoras do regime militar Aung San Suu Kyi. Após as eleições gerais de Myanmar de 2020, nas quais o partido de Aung San Suu Kyi obteve uma clara maioria em ambas as casas, os militares birmaneses (Tatmadaw) tomaram o poder novamente em um golpe de estado.
Myanmar é membro da Cúpula do Leste Asiático, do Movimento Não Alinhado, da ASEAN e do BIMSTEC, mas não é membro da Commonwealth. É um país rico em jade, gemas, petróleo, gás natural e outros recursos minerais. Myanmar também possui energia renovável, e o maior potencial de energia solar em comparação com outros países da sub-região do Grande Mekong. Em 2013, seu PIB nominal era de 56,7 bilhões * US$; e seu PIB em 221,5 bilhões US$, o que o caracteriza como um país pobre. A desigualdade de renda no país está entre as mais amplas do mundo, já que uma grande proporção da economia é controlada por partidários do governo militar. Em 2020, de acordo com o Índice de Desenvolvimento Humano, Myanmar classificava-se na 147.ª posição entre 189 países em desenvolvimento humano.

## Etimologia e terminologia
Os nomes "Myanmar" e "Birmânia" possuem a mesma origem etimológica. O termo português "Birmânia" vem do nome local Bam-mā, por intermédio do francês Birmanie, este uma adaptação das formas antigas inglesas Birman ou Birma. Já Bam-mā, por sua vez, é uma das formas pelas quais a população local se refere ao país, juntamente com o nome vernáculo Maran-mā ou Mranmá.
O termo em língua birmanesa Mijanmaːɐ (originalmente transliterado para línguas ocidentais como Maran-mā ou Mranmá) é a forma literária, escrita, para o nome do país, enquanto Bam-mā é a forma coloquial. Ambas são empregadas pela população do país e, no birmanês oral, a distinção entre as duas é menos clara do que sugere a transliteração — a primeira, por exemplo, é pronunciada, em birmanês, Mianmá; e a segunda, Bam-má.
Em 1989, a junta militar alterou oficialmente a versão em inglês do nome do país (de Burma para Myanmar) e de diversas cidades, como o da então capital, Rangum (de Rangoon para Yangon). O nome oficial em língua birmanesa (Mijanmaːɐ) não foi alterado.
A renomeação foi politicamente controversa, pois grupos birmaneses de oposição ao regime militar continuam a empregar o termo "Birmânia", já que não reconhecem a legitimidade do atual governo nem a sua autoridade para alterar o nome do país. Alguns governos ocidentais, como os de Estados Unidos, Austrália, Canadá, Irlanda e Reino Unido, continuam a usar a forma inglesa Burma (correspondente ao português "Birmânia"). A ONU (Organização das Nações Unidas) emprega o nome usado pelo próprio país, Myanmar. A União Europeia, que usava a forma "Birmânia" e suas traduções (Burma, Birmanie, etc.), começou a empregar a forma "Myanmar".
Alguns órgãos da imprensa de língua inglesa ainda empregam a forma Burma ("Birmânia"), como BBC e Financial Times, enquanto outros usam a forma local Myanmar, como MSNBC, The Economist o The Wall Street Journal.

### Aportuguesamentos e outras grafias
Em português, o novo nome foi aportuguesado como Mianmá ou Mianmar. A primeira forma aproxima-se mais da pronúncia correta do nome em birmanês (pronúncia no alfabeto fonético internacional: /mjəmà/), em que o "r" final é mudo, e indica apenas que o "a" precedente é a vogal acentuada da palavra. Ainda assim, a Folha de S.Paulo e O Globo, entre outros jornais, usam esta última transliteração, também usada pelo Dicionário Aurélio (que aceita, igualmente, a forma Mianmá). O Dicionário Houaiss traz o nome do país como "Myanmar, Mianmá ou Myanma", não registrando Mianmar. O Estado de S. Paulo usa Mianmá. O governo brasileiro e o governo português empregam em português a forma internacional "Myanmar".
Os gentílicos tradicionalmente associados ao antigo nome de "Birmânia" eram "birmanês", birmã e "birmane". O Vocabulário Ortográfico da Língua Portuguesa da Porto Editora, além dos anteriores, registrava "birmanense", "birmaniano" e "birmano". Adicionalmente, o Vocabulário da Academia Brasileira de Letras apresentava ainda "bermá", "bermã" e "bermano", e os dicionários Priberam, Michaelis e Aulete registravam "bramá".
Para o novo nome, "Myanmar", aportuguesado a Mianmá ou Mianmar, os dicionários Aurélio, Houaiss e Priberam e os Vocabulários da Porto Editora e da Academia Brasileira de Letras trazem o gentílico "mianmarense". Os dois Vocabulários Ortográficos — o da Academia Brasileira de Letras e o da Porto Editora -, além de "mianmarense", registram também a forma "myanmense", de raro uso.
O Vocabulário Ortográfico Comum da Língua Portuguesa, publicado pelo Instituto Internacional da Língua Portuguesa, e o vocabulário oficial para todos os países nos quais o Acordo Ortográfico de 1990 está em vigor, preconiza apenas a forma aportuguesada "Mianmar", a par de "Birmânia".

## História

### Reinos budistas e domínio britânico (séculos IX a XIX)

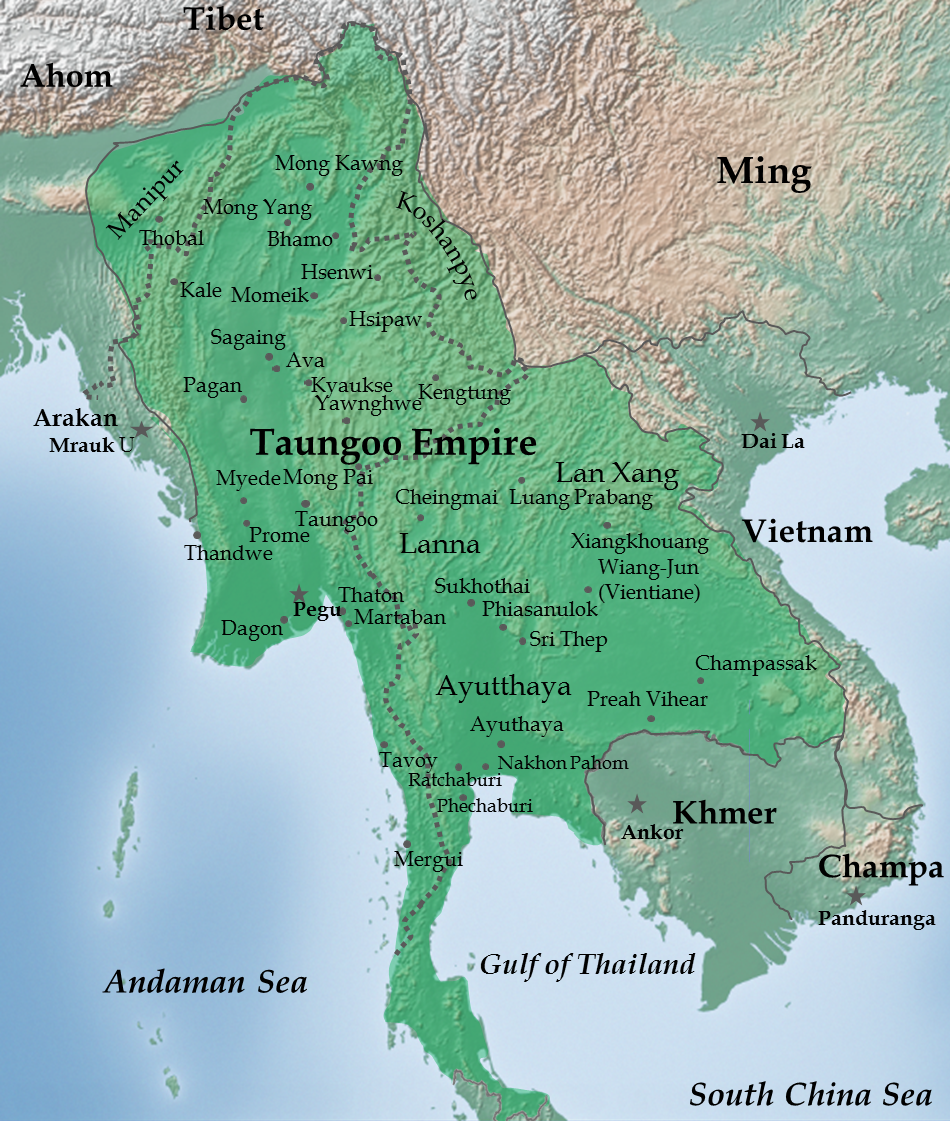
Reino de Tungoo em 1580, na sua máxima extensão

No início da era cristã, Myanmar incluía-se na área de influência da cultura indiana. O budismo expandiu-se pelo país durante o século IX e dois séculos depois que o reino budista de Pagã conseguiu que a região central inteira fosse unificada. Depois que as terras do atual Myanmar foram brevemente dominadas pelos mongóis, entre os primeiros anos do século XIII e os últimos anos do século XIV, uma dinastia de origem xãs foi instalada na região central do país sendo que a tradicional cultura birmanesa foi adotada por essa família de governantes. Uma segunda dinastia, originária dos mons, foi estabelecida na antiga capital, Bagan.
Na metade do século XVI, o rei Tabinshwehti, de uma província do sul, e seu filho, conseguiram, com auxílio dos portugueses, que o país fosse reunificado. O reino de Pegu ficou a partir de 1599 sob a gestão do Império Português do Oriente.[carece de fontes?] Novos combates entre reinos e etnias ocorreram antes do controle total pela dinastia criada por Alaungpaya. Seu poderio foi expandido para oeste, e isso deixou contrariados os interesses britânicos no golfo de Bengala, de modo que, depois de três guerras — que se travaram entre 1824 e 1826, em 1852 e em 1885 — todo o território submeteu-se ao controle britânico, o qual começou a chamá-lo Burma (Birmânia).

### Desenvolvimento econômico, ocupação japonesa, independência e regime militar (1937-2010)

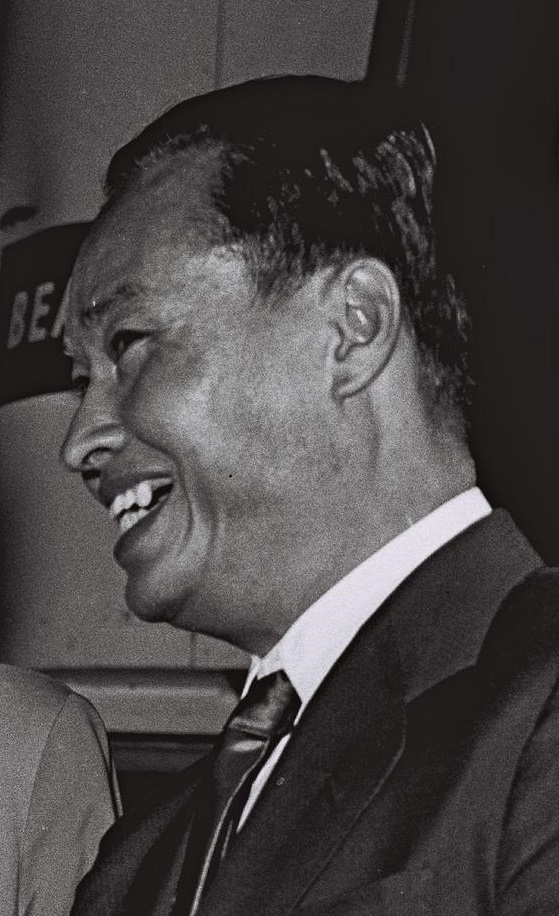
O general Ne Win instituiu um governo militar que procedeu à socialização de grande parte do sistema econômico

Em 1937, os britânicos desmembraram a Birmânia da Índia. A Birmânia desenvolveu-se economicamente porque o povo cultivava arroz, além de explorar a teca e a borracha, o que foi significativo durante o período colonial. Na época da Segunda Guerra Mundial, o país foi cenário de lutas sangrentas por uma série de anos, tendo sido ocupado pelas tropas japonesas. Tendo como reconquistadores Lord Mountbatten e o general Orde Charles Wingate, o país teve sua independência proclamada em 4 de janeiro de 1948.
A vida política da Birmânia, a partir de então, foi muito conturbada. Apesar da consagração constitucional dos estados autônomos estabelecidos para os grupos étnicos xã, karen, cachim e chin, ocorreram muitas tentativas de separação. Em 1962, um golpe de estado liderado pelo general Ne Win aboliu a constituição e deu início a uma ditadura militar, a qual procedeu para que boa parte do sistema econômico fosse socializado. Em 1988, o povo manifestou seu descontentamento com décadas de má gestão da economia. Um novo governo militar alterou o nome do país em inglês para Union of Myanmar em 1989 (adaptado em português como União de Myanmar — ver Etimologia e terminologia, acima). Em 1990, foram realizadas eleições para a Assembleia Nacional, ganhas pelo partido oposicionista Liga Nacional pela Democracia (LND), apesar da recusa do governo militar em entregar o poder. Um ano depois, a secretária-geral da LND, Aung San Suu Kyi, foi agraciada com o Prêmio Nobel da Paz.
Em 1992, as guerrilhas de grupos étnicos minoritários foram reprimidas, o que causou a fuga de milhares de pessoas para países limítrofes. O general Than Shwe sucedeu Saw Maung como chefe de Estado. Em 1997, os Estados Unidos e a União Europeia castigaram Myanmar por violar direitos humanos.
Em 2007, por ocasião de uma reunião de 100 000 manifestantes em Rangum, o exército deteve cerca de 6 mil prisioneiros civis e matou 31 pessoas. Em 2008, o país foi devastado pelo ciclone Nargis, que matou 134 000 pessoas e deixou 2,4 milhões de habitantes desabrigados. Em novembro de 2010, aconteceram as primeiras eleições para o poder legislativo em 20 anos. Os partidos políticos pró-forças armadas conseguiram cerca de 80% das vagas. Nesse mês, Suu Kyi libertou-se da prisão domiciliar.

### Democratização
Em fevereiro de 2011, o general reformado Thein Sein foi eleito presidente pela Assembleia e em março foi dissolvido o regime militar. O novo governo oficial é civil, apesar de quase toda a sua formação por militares. O governo deu anistia a mais de dez presos políticos, o que possibilitou a retomada americana das relações diplomáticas em 2014.

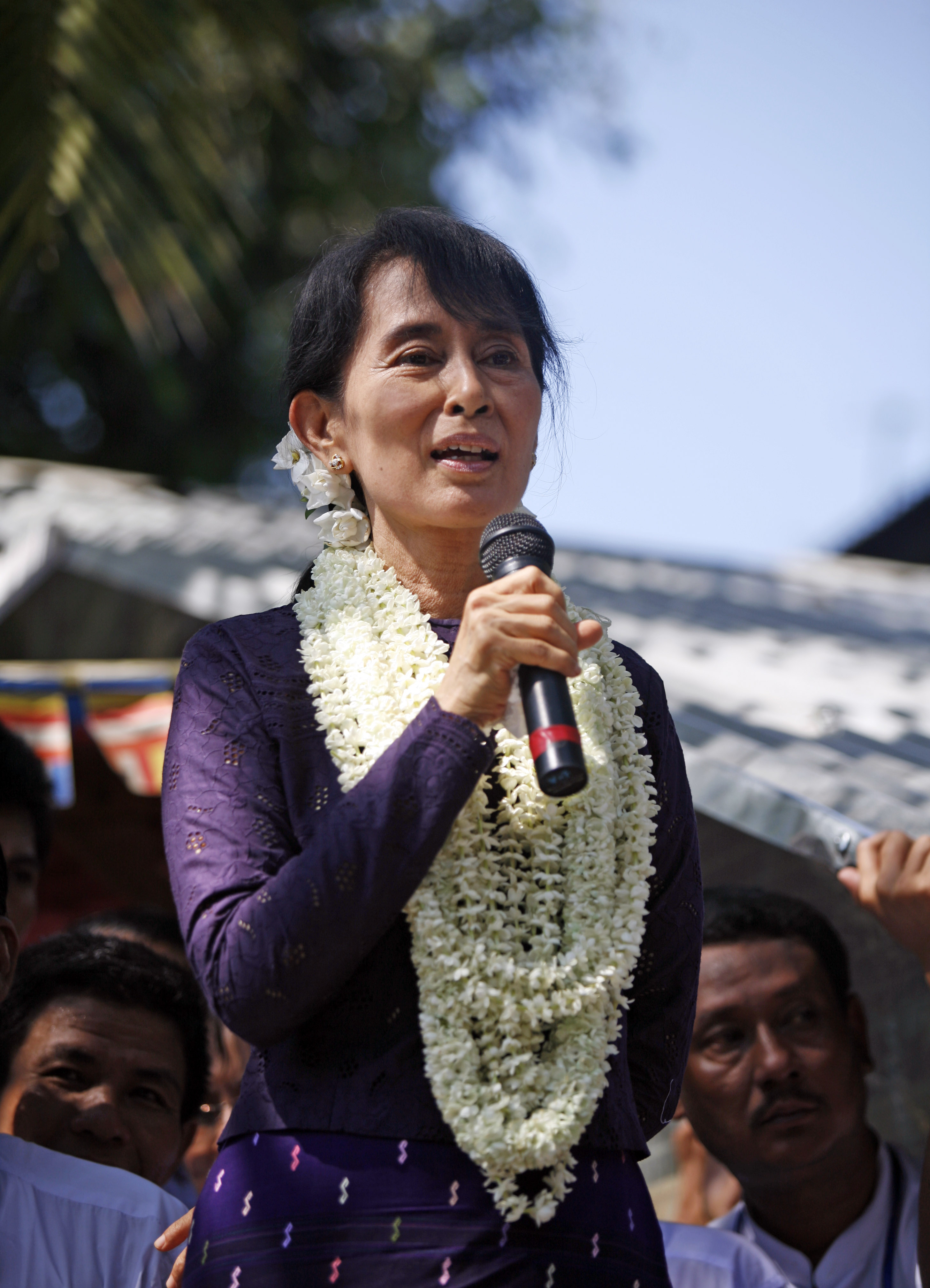
Aung San Suu Kyi em 2011

Uma comissão para que fosse revisada a constituição foi instalada pela assembleia, em março do mesmo ano. A reforma foi considerada interessante a Suu Kyi, que só possivelmente concorresse à presidência caso fosse derrubado o veto a candidatos cujos cônjuges são naturais de outros países (seu marido é natural do Reino Unido).
Budistas do povo raquine atacaram muçulmanos da minoria ruainga (rohingya), no estado de Arracão e essa onda de violência foi intensificada em 2012, matando 167 pessoas. Em 2013, o conflito foi se alastrando aos demais estados. Num dos episódios de maior gravidade, em março, incendiaram-se 1 200 edifícios em Meiktila, no sul, onde no mínimo 43 pessoas perderam a vida. Devido aos confrontos, 140 mil muçulmanos fugiram.
No começo de 2013, o exército atacou os rebeldes cachins, no norte do país, matando 300 pessoas. Em setembro, o governo fez uma proposta para negociar um cessar-fogo nacional com várias guerrilhas étnicas atuantes em Myanmar, pedindo uma autonomia regional. Em outubro, o governo e os cachins entraram num acordo preliminar.
As eleições gerais de Myanmar foram realizadas em 8 de novembro de 2015. Estas foram as primeiras eleições abertamente contestadas e realizadas em Myanmar desde 1990. Os resultados deram à Liga Nacional para a Democracia a maioria absoluta dos assentos em ambas as câmaras do Parlamento nacional, o suficiente para garantir que o seu candidato se tornasse presidente, enquanto o líder da LND, Aung San Suu Kyi foi constitucionalmente impedida de ocupar a presidência.
O novo parlamento reuniu-se em 1 de fevereiro de 2016 e, em 15 de março de 2016, Htin Kyaw foi eleito como o primeiro presidente não militar do país desde o golpe militar de 1962. Em 6 de abril de 2016, Aung San Suu Kyi assumiu o cargo recém-criado de Conselheiro de Estado, um papel semelhante a um primeiro-ministro.

### Ditadura militar
Em 1 de fevereiro de 2021, militares do governo levaram a cabo um golpe de estado e prenderam a conselheira do estado, Aung San Suu Kyi, vencedora do Nobel da Paz em 1991, e o presidente do país, Win Myint. Os militares acusam o antigo governo de fraude eleitoral e pretendem manter-se no poder por um período de um ano. A comunidade internacional, em sua maioria, criticou o golpe.

## Geografia

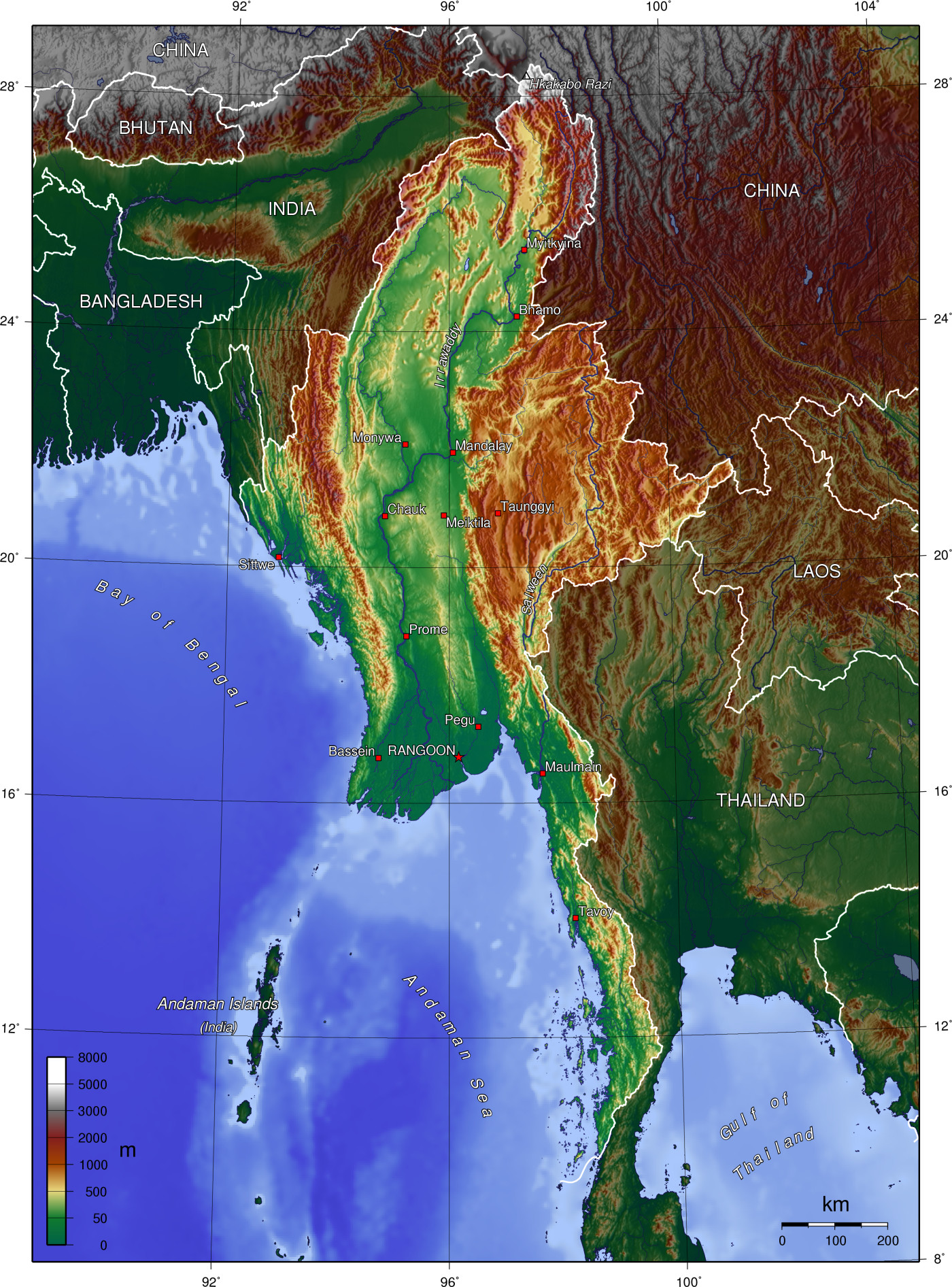
Geografia de Myanmar

Com uma área total de 678 000 km², Myanmar é o maior país do sudeste da Ásia continental e o 40.º maior do mundo. Seu território é um pouco maior do que a soma das áreas dos estados brasileiros de Minas Gerais e Santa Catarina, ou de Alemanha e Itália juntas (para fins de comparação, a superfície de Madagáscar é de 587 041 e a de Moçambique é de 801 590 km²).
A noroeste, limita com a divisão de Chatigão, do Bangladesh (fronteira de 193 km), e com os estados de Assã, Nagaland e Manipur, da Índia (1 463 km). A nordeste, faz fronteira com o Tibete e Yunnan, da China (2 185 km). A sudeste, é limítrofe com o Laos (235 km) e a Tailândia (1 800 km). Myanmar possui um litoral contínuo de 1 930 km, banhado pelo golfo de Bengala e pelo mar de Andamão. Suas fronteiras terrestres totalizam 5 876 km.
Regiões muito diferentes constituem Myanmar. A região da Birmânia propriamente dita compreende quase o seu centro inteiro, formado pela grande depressão que o rio Irauádi ocupa e pelo delta formado pelo mesmo rio ao desembocar no golfo de Bengala. Essa região constitui uma faixa geralmente aplainada, de norte a sul. A mesma orientação é seguida pelas cordilheiras que as delimitam a oeste, nas quais estão localizados os montes Patkai e Chin e a cordilheira litorânea do Shan, de grande desgaste pela erosão em certas partes e cortado, também de norte a sul, pelo rio Salween, o qual, em uma grande quantidade de trechos, desce entre vales curtos e desfiladeiros.
O sul da região central abrange também a bacia do rio Sittang, paralelo ao Irauádi. Os montes Pegu, de pequena elevação, separam o rio Sittang do rio Irauádi. Ao norte da depressão do Irauádi, cordilheiras trançadas atingem altitudes em cima de 4 000 m. O grande anexo territorial do país abrange a cordilheira de Tenasserim, paralela ao litoral.
A rede de drenagem de Myanmar caracteriza-se, de um lado, pelos diminutos e muitos rios que correm da cordilheira do Arakan ao golfo de Bengala: Naf, Kaladan, Lemro e An Chaung. De outro lado, pelos rios da bacia hidrográfica do Salween, os quais cortam o planalto Shan. Afinal, o mais importante rio do país é o Irauádi, que corta o país de norte a sul. Seus afluentes principais são o Chindwin e o Sittang. O Irauádi constitui um grande delta em sua desembocadura no golfo de Bengala.
O maior corpo de água do país é o lago Inle, que localiza-se no planalto Shan. Outro lago de importância é o Indawgyi, localizado no norte do país. Nas planícies de Myanmar há muitos lagos correspondentes a meandros em condição de abandono; demais são intermitentes, que resultam das cheias do rio Irauádi, localizadas no delta.

### Clima e biodiversidade

Myanmar segundo a Classificação climática de Köppen-Geiger

Em seu grupo, o clima birmanês predominante classifica-se como tropical monçônico, mas seu relevo é fragmentado, e isso faz com que nessas regiões chova muito mais do que 5 000 mm por ano. As elevações montanhosas nos arredores do médio vale do Irauádi (a bacia de Mandalai, centro histórico e geográfico do país) não permitem, entretanto, a superação das precipitações pluviométricas acima dos 900 mm. O país é atravessado pelo Trópico de Câncer.
Apesar do clima tropical do país, Myanmar não possui temperaturas igualmente elevadas no decorrer do ano. A bacia de Mandalai, na porção central da zona árida, possui uma temperatura média diária de 28°C. O clima das montanhas, principalmente, as do norte do país, adjacentes ao Tibete, é de temperaturas mais baixas.
As montanhas, onde chove muito, são cobertas por uma floresta tropical, onde é quase difícil de entrar. Nas regiões de maior estiagem, o solo praticamente não é coberto por vegetação. Aves, bem como rinocerontes, búfalos, gauros, elefantes, tigres, leopardos e gatos selvagens são abrigados pelas selvas. Nas regiões montanhosas, são encontrados ursos e, nos deltas habitam cobras e crocodilos. Há tartarugas na costa, e nos rios vivem peixes comestíveis.
A fertilidade do solo dos vales e das baixadas litorâneas da Birmânia forma o seu mais importante recurso natural. Os produtivos campos petrolíferos estão situados no vale do Irauádi. Entre os minérios que encontram-se especialmente nas zonas montanhosas estão o tungstênio, o chumbo, a prata, o estanho, o cobre, o zinco, o antimônio, o cobalto, o carvão e o sal. Na Birmânia também há depósitos de pedras preciosas, tais como o rubi, o jade e o lápis-lazúli.
Cerca de 50% do país é ocupado pelas ricas florestas tropicais, que contêm várias espécies. Entre as árvores de maior importância, são encontrados a teca, o pau-ferro e a palmeira. Há, também, bosques de bambu. Nessas florestas, é possível encontrar uma grande quantidade de animais silvestres, como o tigre, o leopardo, o touro selvagem, o veado e o elefante. Os crocodilos vivem em certos rios.

## Demografia

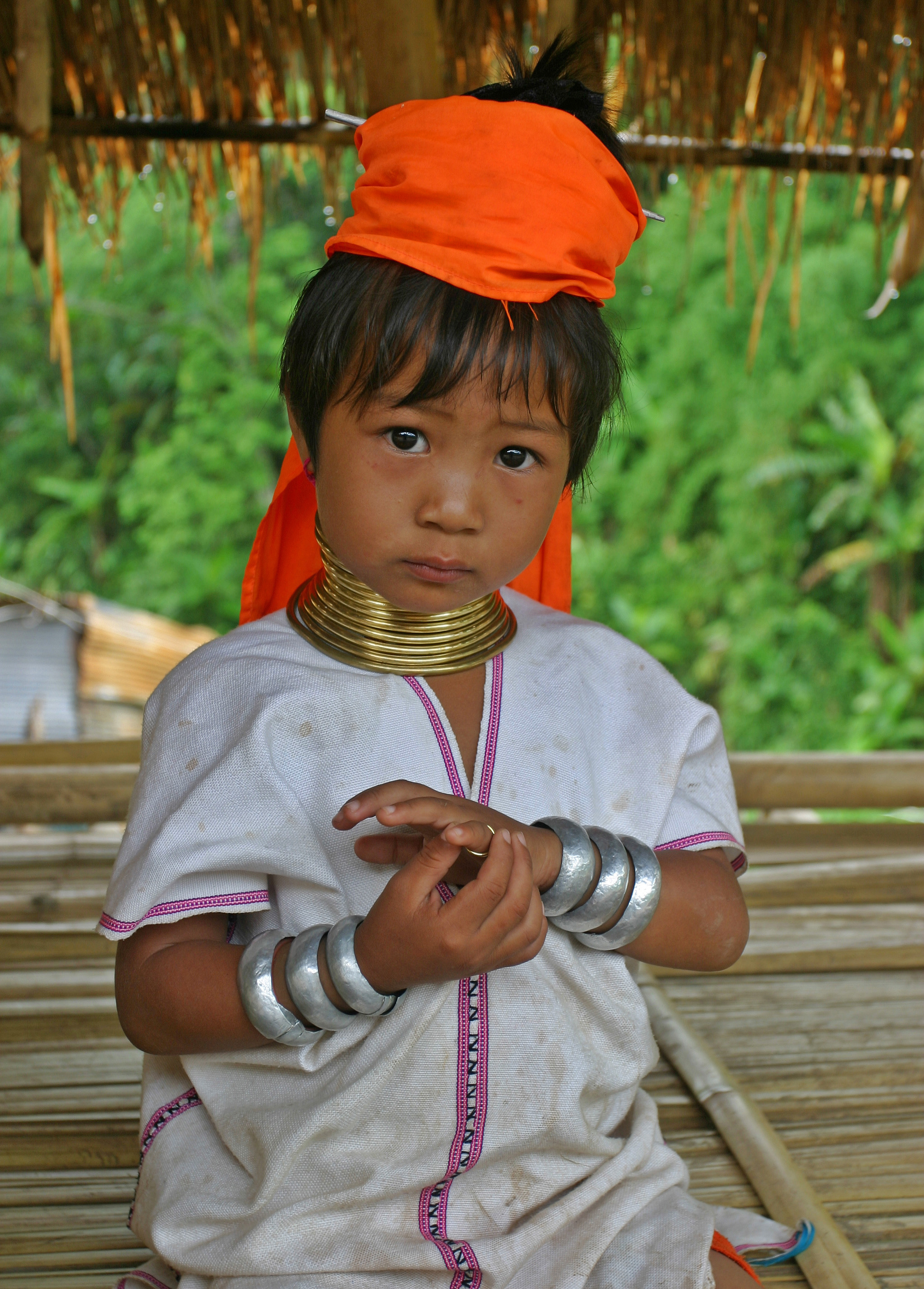
Menina da etnia padaung, um dos muitos grupos étnicos de Myanmar

Em 2015, a população de Myanmar era de 53 897 154 habitantes. O resultado disso é uma densidade demográfica de 82,5 hab./km². Essa densidade demográfica é considerada baixa, em comparação às elevadas densidades médias típicas do Sudeste Asiático, uma densidade mediana, levando em consideração o padrão mundial. A população distribui-se desigualmente pelo país. A mais altas densidades demográficas encontram-se na área do delta do Irauádi. Aqui as densidades chegam a atingir 800 hab./km². Depois vêm as regiões do médio vale e a parte oeste do país. As montanhas e os planaltos têm densidades abaixo da média nacional, principalmente o norte do país. 66,45% da população de Myanmar mora na zona rural, distribuindo-se em mais de 50 mil aldeias, cuja única atividade econômica é a agricultura. O restante da população mora na zona urbana ou na periferia das cidades.
A densidade demográfica é elevada nas terras margeadas pelos rios Irauádi e Sittang. A região do delta do Irauádi, entretanto, é muito menos povoada. A população cresce rapidamente, embora seu número de mortes é elevado, resultando em condições sanitárias inapropriadas. Um pequeno número de aglomerados urbanos atinge a condição de cidades de verdade. Dentre elas, as de maior população são Rangum, que situa-se no rebordo leste do delta do Irauádi; Mandalai, a antiga capital de Myanmar e ponto central da região de maior densidade demográfica do país; Nepiedó, a capital do país desde 2005; Moulmein, na desembocadura do rio birmanês, o Salween. Próximo a Rangum, estão localizadas as cidades de Pegu e Pathein.
Em 1870, a população de Myanmar era de somente 6,5 milhões de habitantes. Esse número passou para 10 milhões em 1900. Entre 1870 e 1970 a população quadruplicou. Isso porque permanece uma das maiores taxas de natalidade do mundo — 17‰ partos, em 2012 — 37‰, em 1947, e 18‰, em 1961.

### Composição étnica, migração e preconceito étnico/religioso
Grupos étnicos em Myanmar
O território birmanês é um país multiétnico e maior parte da população é racialmente amarela. Os birmaneses, de origem sino-tibetana são o maior e o mais historicamente coeso grupo étnico nacional, ocupando principalmente a região central do país. Uma grande diversidade de etnias minoritárias localiza-se nos arredores do país. As dos karens, no sudeste, e a dos xãs são as principais. Os xãs são uma etnia parecida com os povos tais. Os tais são o maior grupo étnico da limítrofe Tailândia. Há também núcleos pequenos de mons, palaungs e was, da etnia mon-khmer. O mon-khmer predomina no Camboja. No norte do país habitam os cachins. Indianos e chineses formam grupos pequenos. Apesar disso, atuaram expressivamente na economia do país, e a região do delta e a costa oeste são ocupadas pelos primeiros, que cultivam comercialmente o arroz. Os chineses estão concentrados em Rangum, dedicando-se principalmente ao comércio. A população birmanesa também é composta por grupos étnicos imigrantes tais como indianos, bengalis e chineses. Esses povos, ou seus ancestrais, transferiram-se para Myanmar com o propósito de serem transformados em negociantes ou de servirem como operários, de 1870 a 1948. O preconceito que existe entre as religiões e grupos étnicos de Myanmar preocupa todos os birmaneses nacionais devido à divergência opinativa dos credos e das raças que enfrentam as consequências dos conflitos armados que, desde a independência proclamada em 1948, perduram até hoje. Os conflitos armados em Myanmar vêm desde a tentativa de organizar os grupos étnicos como representativos dos estatoides birmaneses, que submetiam-se às desavenças causadas pela situação política desagradável que complicou ainda mais graças à violência entre as religiões e etnias do país.

### Idiomas e religiões
Religiões em Myanmar
Os birmaneses têm relação com os povos mongoloides chineses e suas línguas faladas são idiomas da família sino-tibetana. O birmanês está dividido em uma grande diversidade de grupos linguísticos. A língua nacional é o birmanês. O alfabeto birmanês combina o sânscrito indiano com a escrita páli dos livros sagrados budistas. Os demais grandes grupos de línguas são karens, os chins, os cachins e os xãs. São falantes de línguas que diferem do birmanês, qualquer deles, porém, menos os kachins, possui certos termos semelhantes e utilizam o alfabeto birmanês. A maior parte das pessoas daquelas tribos mora nas montanhas e morros. Os karens encontram-se em qualquer das planícies do país.
Muitas religiões são praticadas em Myanmar. Há muitos edifícios religiosos e festivais são realizados em grande escala. As populações cristãs e muçulmanas, no entanto, enfrentam perseguição religiosa e é difícil, se não impossível, para os não budistas juntarem-se ao exército ou obter empregos públicos. Tal perseguição e segmentação de civis é particularmente notável na Birmânia Oriental, onde mais de 3 000 aldeias foram destruídas nos últimos anos. Mais de 200 mil muçulmanos fugiram para Bangladesh entre os anos de 1994 e 2014. Sendo que, em 2017, o número subiu para cerca de 370 mil.
Cerca de 89% da população é adepta do budismo, principalmente o teravada. Outras religiões são praticadas em grande parte, sem obstrução, com a notável exceção de algumas minorias étnicas, como os muçulmanos ruaingas, que continuam a ter seu status de cidadania negado e são tratados como imigrantes ilegais, e os cristãos no Estado de Chin. 4% da população pratica o islã; 4% o cristianismo; 1% crenças animistas tradicionais; e 2% segue outras religiões, incluindo o budismo mahayana, o hinduísmo, religiões da Ásia Oriental e a fé bahá'í. No entanto, de acordo com o relatório internacional de liberdade religiosa de 2010, do Departamento de Estado dos Estados Unidos, as estatísticas oficiais subestimam a população não budista. Os investigadores independentes estimam que a população muçulmana está entre 6 a 10% da população. A pequena comunidade judaica em Rangum possui uma sinagoga.
Embora o hinduísmo seja atualmente praticado por somente 1% da população, esta era uma grande religião no passado de Myanmar. Várias cepas do hinduísmo existiam ao lado, tanto do budismo teravada quanto do budismo mahayana, no período Mon e Pyu, no primeiro milênio d.C.

## Política
Após o golpe militar de 1988, o Conselho de Estado para a Restauração da Lei e da Ordem, começou a administrar com lei marcial e substituiu totalmente os órgãos governamentais. Em 1990, foi eleita uma Assembleia Constituinte desprovida de poderes parlamentares. Seu sistema de governo foi uma ditadura militar entre 1988 e 2011, com o nome de Conselho de Estado para a Paz e Desenvolvimento. O atual chefe de Estado e de governo é o presidente, Myint Swe. O general Than Shwe foi o presidente do Conselho de Estado até 2011. Os principais partidos políticos do país são o Partido da União Solidariedade e Desenvolvimento, a Liga Nacional pela Democracia e o Partido Democrático das Nacionalidades Shan. A atual constituição, escrita por militares, está em vigor desde 2008, marco da redemocratização num dos países mais subdesenvolvidos do mundo.

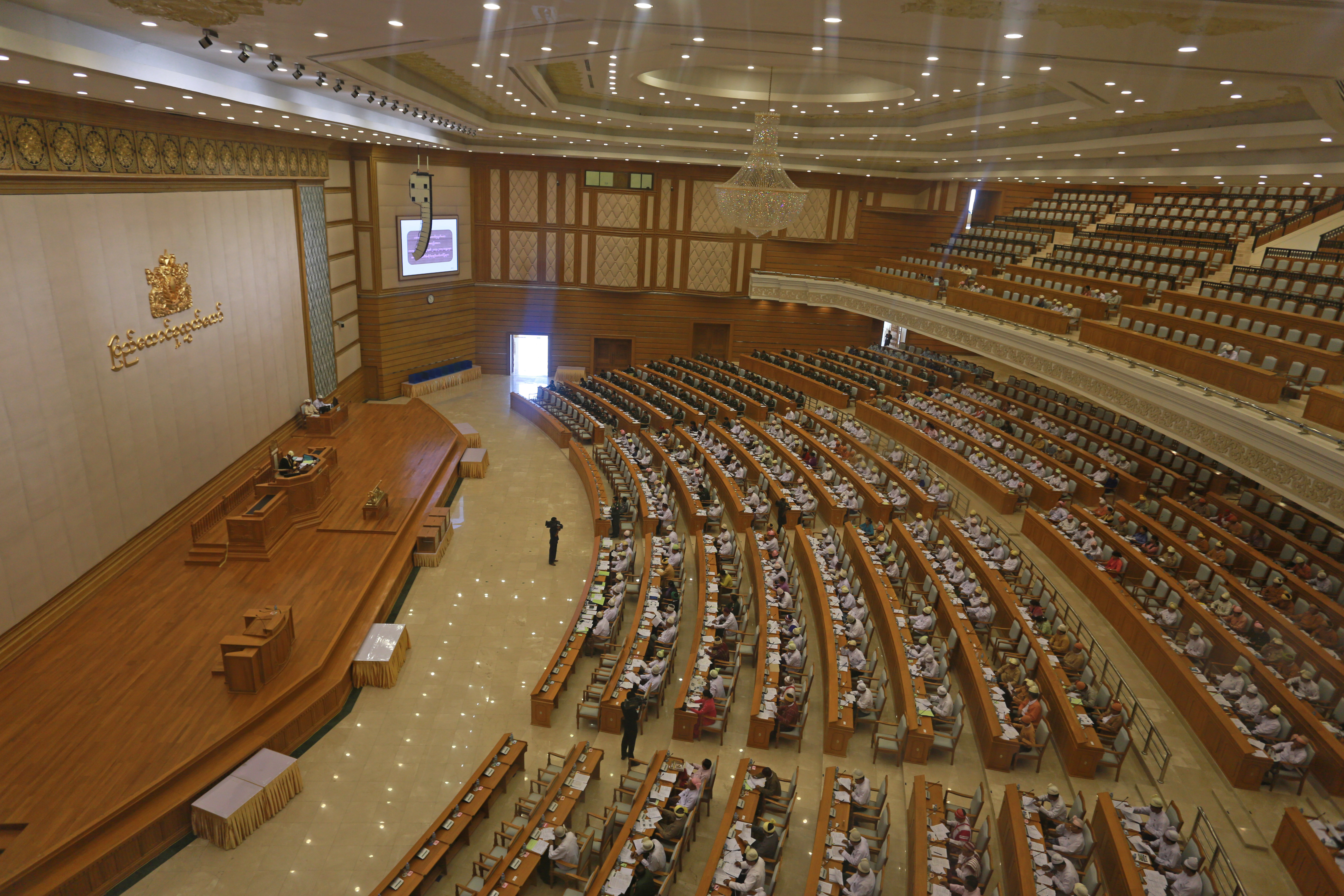
Assembleia da União de Myanmar (Pyidaungsu Hluttaw)

O poder legislativo é bicameral, ou seja, composto por duas câmaras: Assembleia do Povo, câmara baixa de 440 membros; e Assembleia Nacional, câmara alta de 224 membros. A maioria dos membros do parlamento é eleita a cada cinco anos.
A mais alta instância do poder judiciário é a Suprema Corte da União (consiste na justiça principal e de 7 a 11 juízes). O chefe de justiça e juízes são nomeados pelo presidente, com a aprovação da câmara baixa e nomeados pelo presidente; juízes normalmente servem até a aposentadoria aos 70 anos. Os representantes eleitos em 1990 formaram o Governo Nacional de Coalizão da União de Myanmar, um governo-no-exílio que era considerado ilegal pelo regime militar.
Em 1993, o governo militar instituiu uma assembleia constituinte. Em 10 de maio de 2008, 92,4% dos 22 milhões de eleitores do país supostamente aprovaram em referendo uma constituição escrita pelos militares, com um comparecimento às urnas de alegadamente 99%, em meio aos efeitos do ciclone Nargis. Foi a primeira votação desde as eleições nacionais de 1990. A nova constituição concede aos militares 25% dos assentos no parlamento. Nyan Win, porta-voz da Liga Nacional pela Democracia, dentre outros, criticou o referendo, afirmando que "estava repleto de trapaças e fraudes por todo o país; em alguns vilarejos, as autoridades e os funcionários da seção eleitoral marcaram eles mesmos as cédulas e não permitiram aos eleitores fazer nada". A nova constituição impede Aung San Suu Kyi de ocupar cargos públicos. Outros cinco milhões de eleitores votariam em 24 de maio em Rangum e no delta do Irauádi, áreas mais atingidas pelo ciclone Nargis.

### Direitos humanos

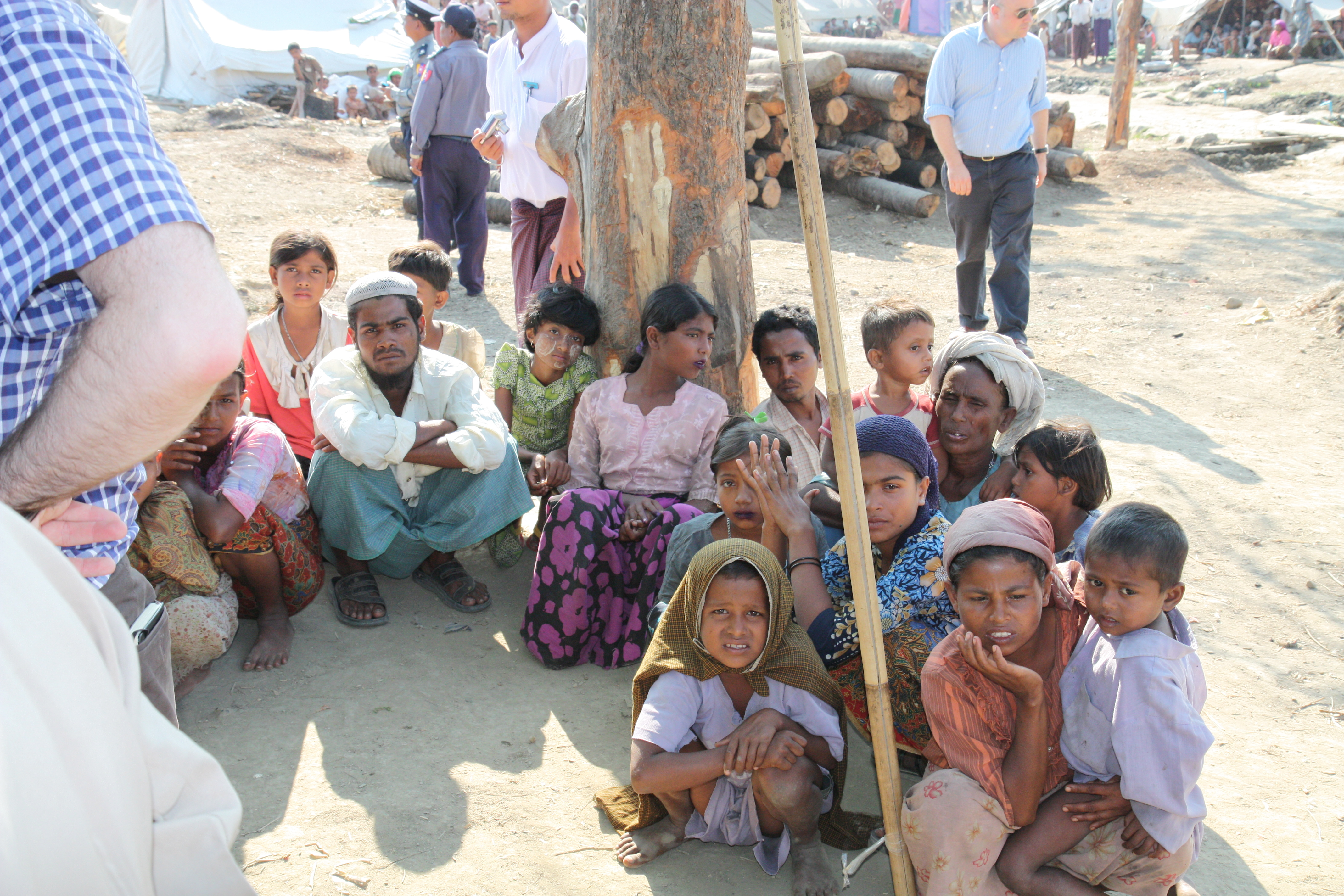
Povo ruainga de Myanmar deslocado por décadas de longos abusos dos direitos humanos. Mais de 100000 rohingyas em Myanmar continuam a viver em campos para deslocados internos. Rohingyas têm recebido atenção internacional na sequência de tumultos no estado de Rakhine em 2012 e suas consequências

O problema político principal de Myanmar era a restauração da democracia. O governo não aceitava oposição: existem acusações de que políticos foram assassinados e torturados frequentemente no país. Etnias revoltosas (formadas por 30 000 homens com armas) uniu forças com os democratas para que o regime fosse combatido. Aung San Suu Kyi, cujo pai foi o general Aung San, assassinado em 1947, chefia a oposição. Presa pelos militares, possui a proteção do reconhecimento internacional alcançado no Ocidente como ativista pela democracia em seu país e recebeu o Prêmio Nobel da Paz em 1991.
O retorno da democracia foi reivindicado, e isso resultou nas revoltas políticas chefiadas por estudantes entre 1987 e 1988. Os militares assumiram o poder em setembro de 1988, em tese para que fosse assegurada a ordem antes de serem realizadas eleições pluripartidárias. Em vez disso, o CERLO foi formado e fecharam-se totalmente as instituições. Realizaram-se as eleições em 1990 e a Liga Nacional pela Democracia ganhou a votação, apesar da recusa do CERLO na entrega do governo aos legítimos. Somente 28 anos depois, é que Myanmar passou a ser uma democracia livre da opressão militar.
Várias organizações de direitos humanos, inclusive a Human Rights Watch e a Anistia Internacional, relatam casos de abusos do governo militar contra os direitos humanos e afirmam que não há poder judiciário independente no país. Há relatos de trabalhos forçados, tráfico de pessoas e trabalho infantil, e o governo é conhecido por usar a violência sexual como instrumento de controle.
A repressão política e os abusos contra os direitos humanos levaram o Conselho de Segurança das Nações Unidas a incluir Myanmar na sua agenda de trabalho.

### Relações internacionais e forças armadas

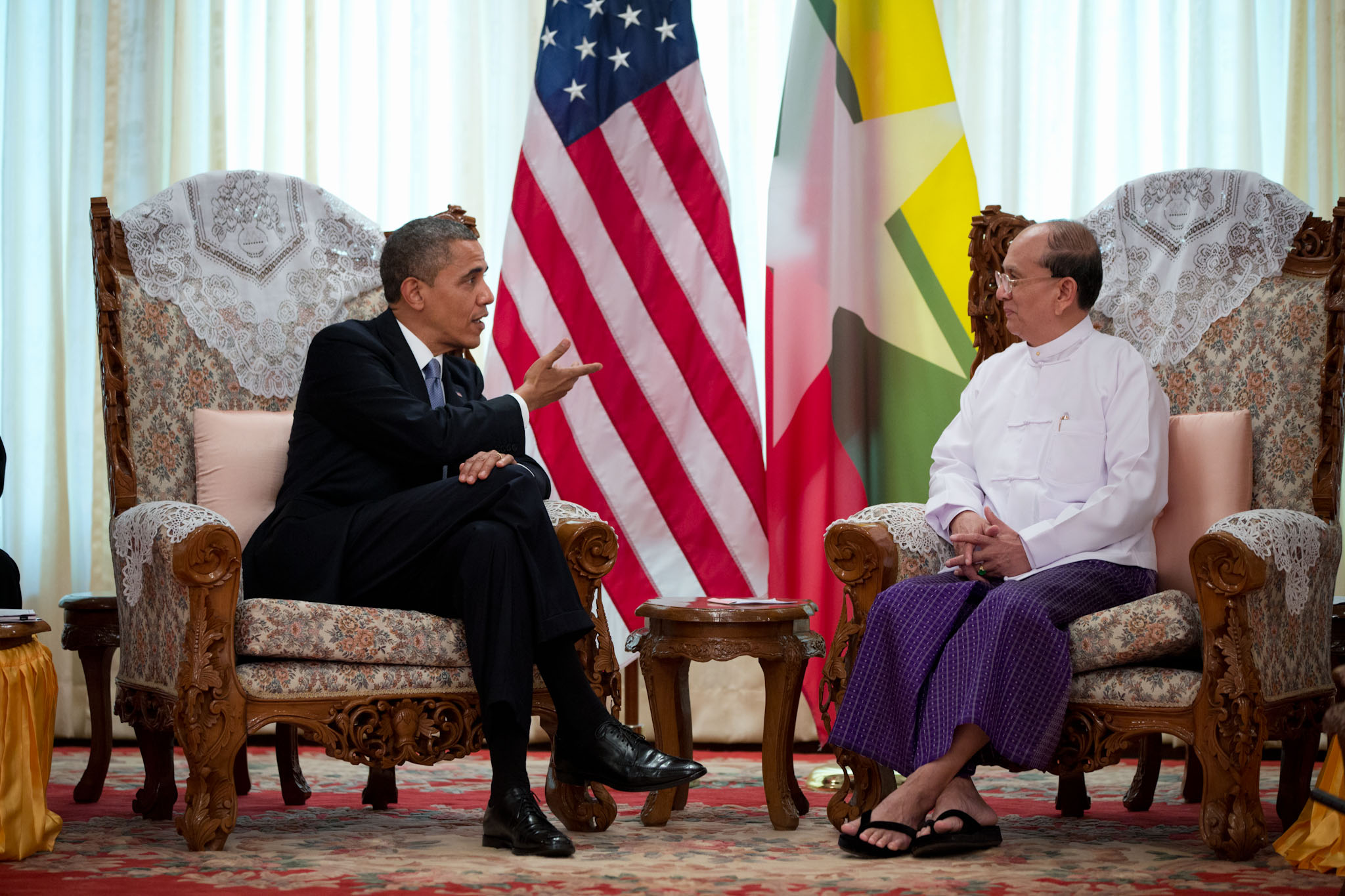
O presidente de Myanmar Thein Sein conversando com presidente dos EUA, Barack Obama, em Rangum, 2012

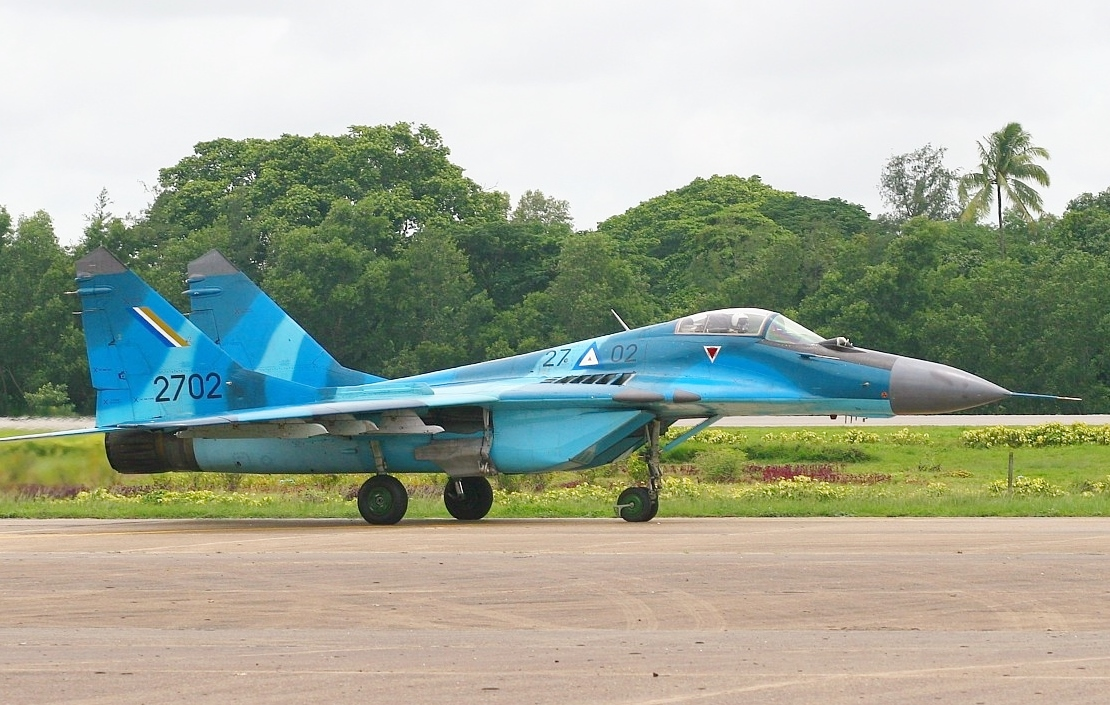
Um caça Mikoyan MiG-29 da Força Aérea de Myanmar

As mais importantes relações internacionais eram dadas com a China, a qual apoiava o regime militar do extinto Conselho de Estado para a Restauração da Lei e da Ordem e que fornece principalmente armas de fogo para o exército birmanês, formado por 375 mil homens. Era uma relação de simbiose, permitindo que a China tenha acesso ao oceano Índico e que lhe influenciava a respeito de um regime que dependia de seu apoio. Os países limítrofes desconfiam desse acordo e acham que isso desestabiliza seriamente a região. Os governos do Ocidente condenam os abusos do regime e, em 1991, Aung San Suu Kyi recebeu o Prêmio Nobel da Paz. Mas, praticamente, o mundo ocidental relaciona-se ambiguamente com o regime do Conselho de Restauração da Lei e da Ordem do Estado. Os laços econômicos são fortalecidos, principalmente entre as empresas públicas e multinacionais do Ocidente, participantes ativas nas indústrias birmanesas que extraem petróleo e gás.
As principais forças armadas de Myanmar são: o exército (Tatmadaw Kyi), a marinha (Tatmadaw Yay) e a força aérea (Tatmadaw Lay). Em 2014, o orçamento militar foi de 2,4 bilhões * US$. Em 2012, 4,8% do PIB destina-se à defesa. Em 2006, o exército tinha 800 tanques de guerra principais com efetivo de 375 mil em 2012; em 2006, a marinha possuía 2 navios e 4 fragatas com efetivo de 16 mil em 2006; e a força aérea, 128 aviões de combate com efetivo de 15 mil, em 2012.
Armamentos modernos e tecnologia militar francesa, alemã, sueca, sérvia e, especialmente, chinesa foram recebidos com regularidade pelo Conselho de Estado para a Restauração da Lei e da Ordem. Entre 1988 e 1993, o exército teve crescimento de 20%.
Desde 1988, o exército realiza campanhas contra grupos minoritários (menos em 1993), e obteve sucesso durante a repressão da maior parte dos grupos rebeldes mon e karen, tendo destruído suas bases no sudeste do país. As minorias muçulmanas foram atacadas na região de Arakan, no oeste do país, e isso fez com que 300 mil pessoas se refugiassem, sobretudo em Bangladesh.

## Subdivisões
Myanmar se organiza em sete divisões e sete estados, baseados nos grupos étnicos dominantes.

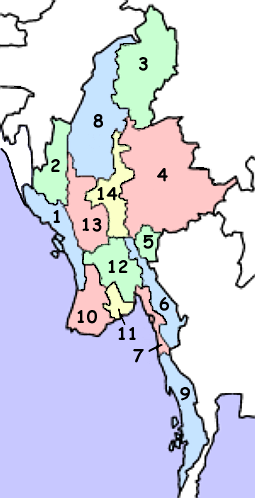
Mapa político de Myanmar

|   | Estado  | Capital   |
| - | ------- | --------- |
| 1 | Arracão | Sittwe    |
| 2 | Chim    | Hakha     |
| 3 | Cachim  | Myitkyina |
| 4 | Xã      | Taunggyi  |
| 5 | Caiá    | Loikaw    |
| 6 | Caim    | Hpa-An    |
| 7 | Mom     | Moulmein  |

|    | Divisão    | Capital   |
| -- | ---------- | --------- |
| 8  | Sagaingue  | Sagaingue |
| 9  | Tanasserim | Dawei     |
| 10 | Irrauádi   | Pathein   |
| 11 | Rangum     | Rangum    |
| 12 | Pegu       | Pegu      |
| 13 | Maguai     | Maguai    |
| 14 | Mandalai   | Mandalai  |

## Economia
Em 2015, Myanmar era a 56.ª maior economia do mundo, com um produto interno bruto de 283,5 bilhões * US$ e um PIB per capita de 5 500 US$ (164.ª posição). A base da economia de Myanmar é constituída pela agricultura. Sua população, de menor densidade que a dos países limítrofes do golfo de Bengala, consegue, explorando intensamente a agricultura do delta do Irrauádi, a produção de maior quantidade de alimentos do que o consumo, o que possibilita que muito arroz seja exportado. No vale central do Irrauádi são cultivados algodão, milho, amendoim, gergelim e demais produtos. Nas baixadas e as ilhas do Irrauádi, inundadas pelas águas na época das monções, cultivam-se tradicionalmente, com produtividade muito alta.
Apesar da existência de um pequeno número de pastos, são criados bois, porcos e cabras. É importante que as florestas sejam comercialmente exploradas, porque são economicamente valiosas, principalmente as reservas de teca. No golfo de Bengala e no mar de Andaman há pesca em abundância.
O país dispõe de jazidas de chumbo, zinco, estanho, tungstênio e cobre, sem falar de pedras preciosas, como o rubi, a safira e jade, esse que se considera o mais valioso do mundo. São extraídos petróleo, gás natural e carvão para que sejam consumidos em casa. Há pouco desenvolvimento industrial e as fábricas são limitadas à quantidade produzida de derivados de petróleo, cimento, açúcar mascavo, óleo de amendoim, fertilizantes, peixe enlatado, tecidos de algodão, cigarros e aço bruto.

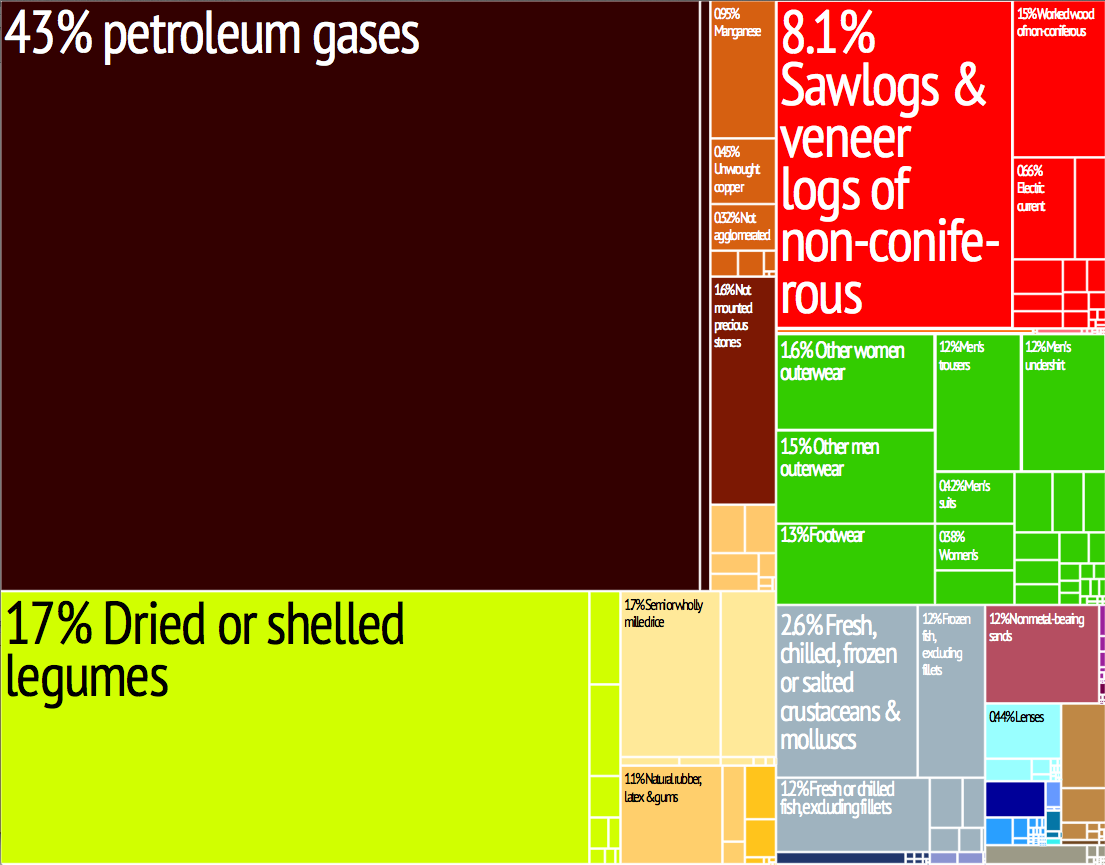
Uma representação proporcional das exportações de Myanmar

| Vantagens de um país rico em recursos naturais    | Desvantagens de um país de economia agrícola              |
| ------------------------------------------------- | --------------------------------------------------------- |
| Fertilidade do solo                               | A mão de obra é escassa                                   |
| Pesca em abundância                               | Falta de inovação nos sistemas e instituições financeiras |
| Madeiras (incluindo florestas reduzidas de teca). | O mercado negro atua totalmente no país                   |
| Pedras preciosas                                  | Grande dívida externa é grande                            |
| Jazidas de petróleo.                              | O país é dependente de produtos de importação             |
| Gás natural costeiro                              | O país é dependente de produtos de importação             |

### Setor primário

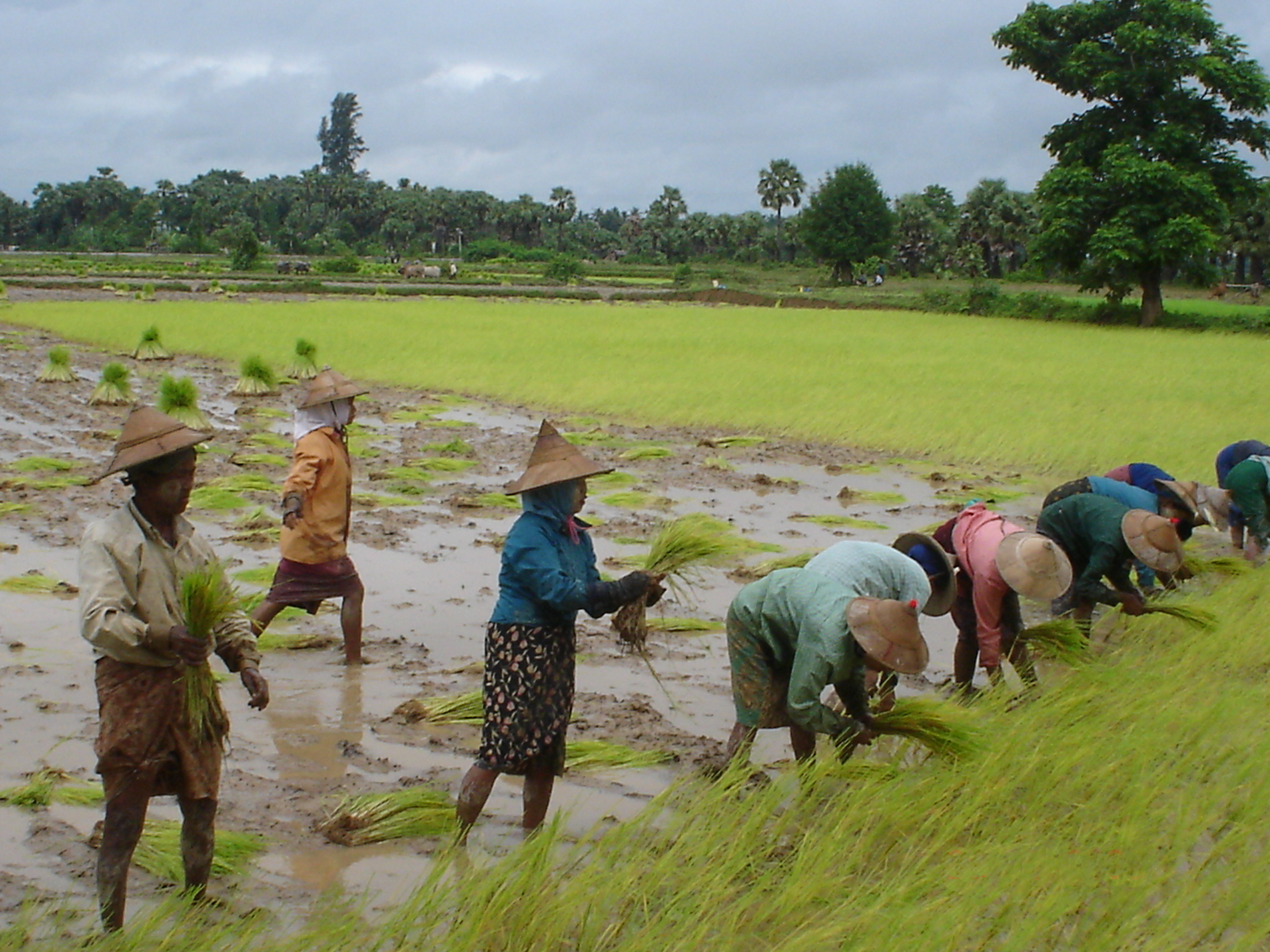
O arroz é o maior produto agrícola de Myanmar

A agricultura forma a base da economia nacional, respondendo por 36,1% do produto interno bruto e por mais de 70% dos empregados de toda a população trabalhadora. A maior parte das pequenas propriedades rurais está situada no delta do Irauádi, ao longo dos rios e nas planícies litorâneas. Entre os produtos agrícolas, destaca-se o arroz, que, em 2012 possuía uma área de colheita de 7 500 000 hectares e uma quantidade produzida de 28 000 000 de toneladas, alcançando um preço de 152 908 US$ das exportações. Myanmar é um dos países que mais produzem arroz no mundo. Mais da metade dos terrenos de cultivo é utilizada para plantar arroz. Em 2014, foram produzidos, em média, 26 423 300 toneladas. O cultivo do arroz foi desenvolvido no século XX, porque o comércio exterior atendia às necessidades dos demais países importadores da época. Quando os ingleses colonizavam a Birmânia, foram abertos numerosos canais de irrigação, assim como os canais de Mandalai com 67 km, o Shwebo com 43 km e o Mon com 85 km, os quais permitiram que a rizicultura e demais cultivos fossem consideravelmente expandidos. Cultiva-se arroz principalmente nas planícies do país, sobretudo no delta do Irauádi, cujo clima de calor e umidade é propício. Apesar do arroz ser cultivado por meio da irrigação, os agricultores preferem produtos menos exigentes de precipitações pluviométricas e de dias mais frios. Há outros produtos agrícolas que respondem a esse requisito como açúcar, algodão, amendoim, chá, frutas, fumo, gergelim, legumes e verduras, milho, painço, trigo e vagens.
Praticam-se os cultivos do algodão, amendoim, gergelim e fumo nas colinas do país, sendo utilizado um sistema agrícola para queimar florestas e para uso rotativo de terras. O cultivo da borracha, introduzido pelos britânicos durante o século XX, é relativamente importante na economia nacional. O extrativismo vegetal é significativo, destacando-se a extração de teca, madeira que utiliza-se em construções. Em 2013, existiam 17 600 000 cabeças de boi e 10 530 000 de porcos. No delta do Irauádi, existe um rebanho bubalino de importância, adaptado às condições naturais do lugar.
O petróleo é o produto mais importante do extrativismo mineral, sendo produzidos, em 2012, 6 500 barris de 42 galões estadunidenses; os campos de petróleo estão localizados nos vales do Irauádi e Chindwin, regiões das quais se envia a extração de óleo bruto por meio de oleodutos às refinarias que se localizam em Rangum. Ainda são explorados minérios de antimônio, argila, cobre, chumbo, zinco, estanho, tungstênio e prata. Há cultivos menores de seringueiras no decorrer do litoral de Arakan e Tenasserim.

### Setores secundário e terciário

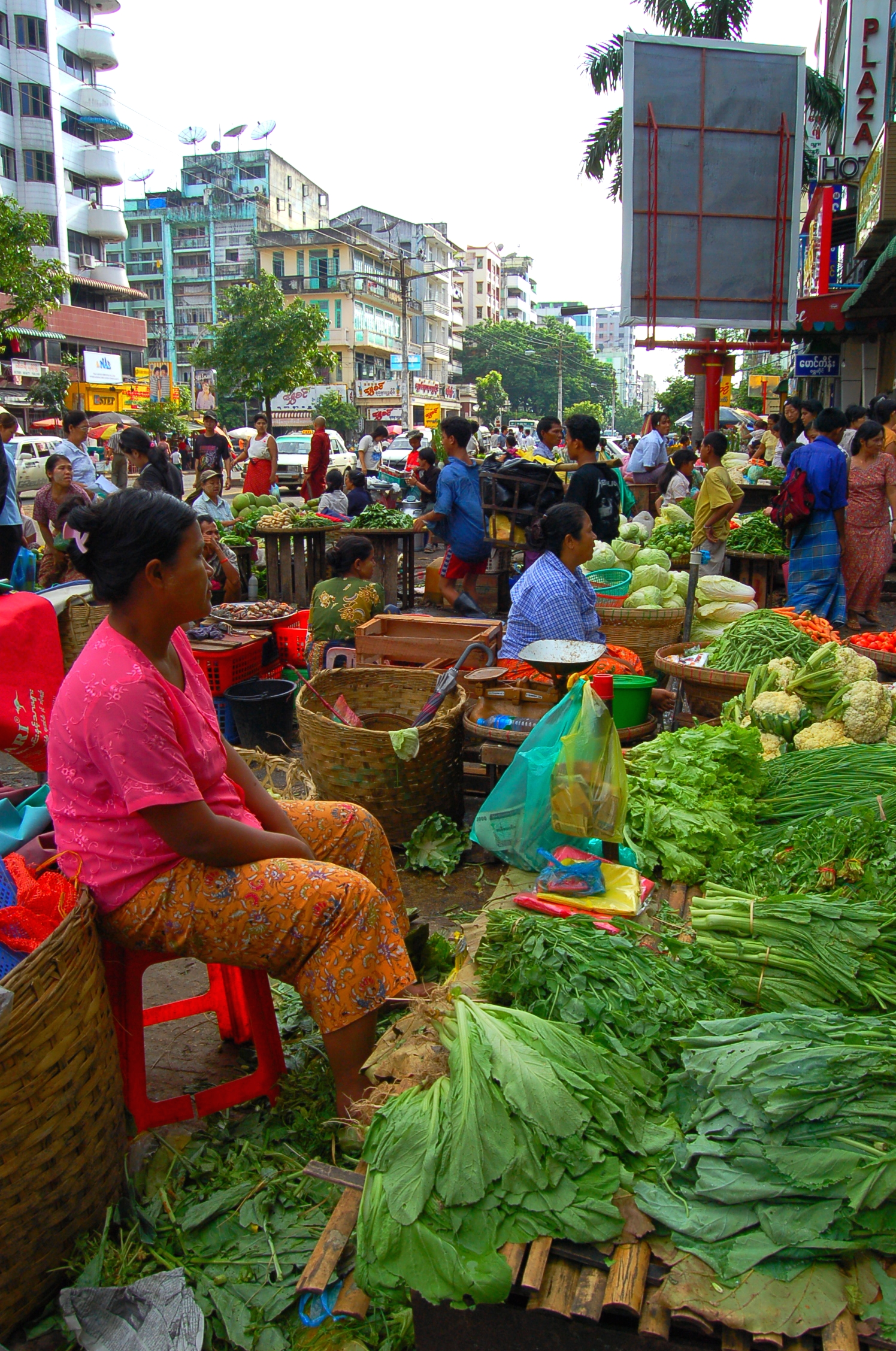
Uma feira de rua vendendo produtos em Rangum

O setor secundário responde por 22,3% do produto interno bruto e pelo emprego de 7% da população ativa total. A indústria de transformação tem pouco desenvolvimento e foi implantada recentemente. Perto de indústrias de primeira transformação de matérias-primas, como usinas de açúcar, de óleos vegetais, de beneficiamento da borracha e de minerais, existem curtumes, fábricas têxteis (algodão e seda), de calçados, cimento, medicamentos, cigarros e de demais bens de consumo. A usina hidrelétrica de Baluchaung é a de maior importância do país.
O setor terciário responde por 41,6% do produto interno bruto e pelo emprego de 23% da população ativa total. A Birmânia exporta matérias-primas e importa produtos industrializados. Por meio dos portos de Rangum, Pathein, Sittwe, Moulmein, Dawei e Myeik são  exportados produtos do setor primário como arroz, óleos vegetais, madeira, borracha e algodão, que destinam principalmente à Indonésia, ao Sri Lanka, ao Reino Unido e ao Japão, e os produtos importados são máquinas e veículos, tecidos, fumo, papel, que provém sobretudo do Japão, China, Reino Unido e Estados Unidos.
Em 1952, a moeda do país começou a ser o quiate, sucedendo a rupia birmanesa do período colonial. A moeda birmanesa é cotada entre 1 dólares e 1 182 quiates. Em 1963, o governo nacionalizou os bancos privados, transformados em bancos do povo.

## Infraestrutura

### Saúde, educação e transportes
Em 2012 havia em Myanmar 0,61 médicos por mil habitantes. As maiores causas de óbito em Myanmar são malária, febres, diarreia e doenças do coração. De um modo relativo, a lepra ataca um número pequeno de indivíduos em comparação com demais doenças, ocorrendo, porém, mais frequentemente em Myanmar que no resto da Ásia. Ultimamente, cresceram os casos de malária. A AIDS cresceu muito porque muitos birmaneses foram prostituídos na fronteira Myanmar-Tailândia.

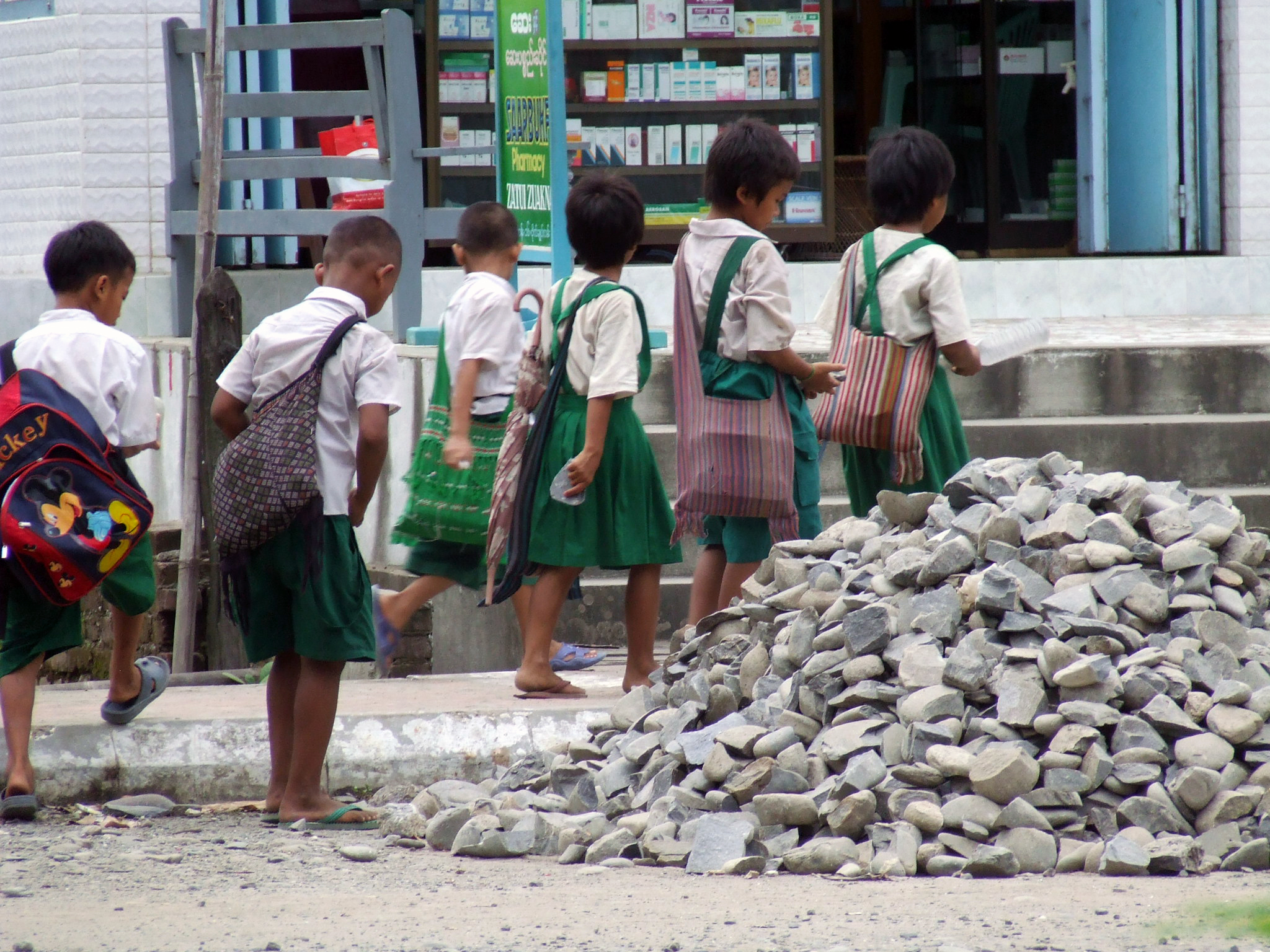
Estudantes em seu caminho à escola, Kalaymyo, Divisão de Sagaing, Myanmar

O índice de alfabetização dos birmaneses com uma idade superior de 15 anos de idade é de 93,1%. A crianças entre cinco e nove anos devem ir diariamente à escola. A educação de graça entre o jardim de infância e a universidade é incentivada pelo governo. No entanto, apenas as cidades muito populosas têm escolas bem como ensino elementar. Em Rangum e Mandalai se encontram as mais importantes universidades. Existe também no país uma grande quantidade de escolas técnicas. Dez anos de escolaridade são oferecidos pelo sistema educativo. Existem 45 universidades e colégios e 154 escolas vocacionais e técnicas de ensino superior. Não há docentes capacitados. A maior parte dos professores vindos de outros países, profissionais de medicina e engenharia abandonou sua pátria ou está aprisionada.
As maiores universidades são a Universidade de Yangon (anteriormente conhecida como Universidade de Artes e Ciências de Rangum, criada em 1920), Universidade Tecnológica de Yangon e a Universidade de Mandalai. Academias militares, escolas de engenharia e escolas médicas, continuaram abrindo muitos cursos, mesmo no momento em que as demais universidades oferecem as instalações de maior atualização e inovação. Os alunos frequentadores dessas universidades, geralmente não têm autorização nem liberdade para conversar, digitar ou imprimir e encapar publicações de papel.

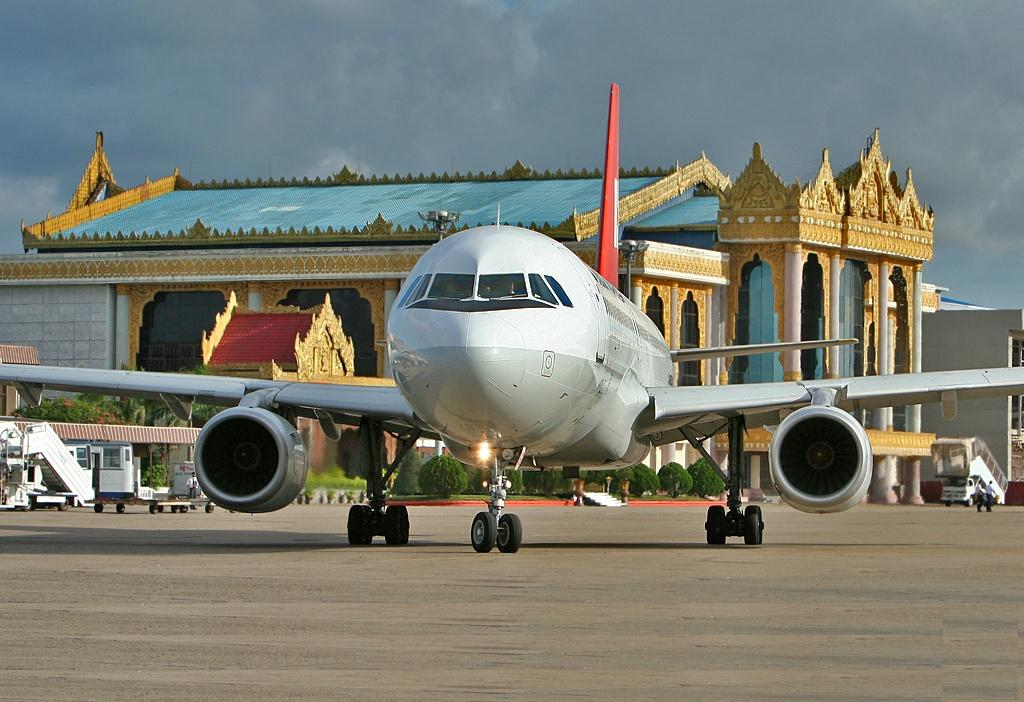
Aeroporto Internacional de Rangum, em 2006

Segundo a tradição, o rio Irrauádi e seus tributários formam a mais importante hidrovia nacional. Por ser um rio de planície, tem navegabilidade direcionada para a cidade de Bhamo, distando 1 448 km da costa. Em seu delta, existem muitos canais que possuem navegabilidade, em todos os seus 12 800 km. As ferrovias percorrem mais de 5 031 km, e são de bitola de um metro. A mais importante linha faz a ligação entre Rangum e Mandalai, perfazendo 621 km. Apesar da deficiência na malha rodoviária, existem 34 377 km de rodovias. O  porto de Rangum é o local de onde vem a maior parte das exportações birmanesas e para onde chegam as importações estrangeiras. Além disso, sobressaem os portos de Pathein, Sittwe e Moulmein. Companhias aéreas do país e do exterior servem o Aeroporto Internacional de Rangum. A empresa Myanmar National Airlines, companhia aérea mantenedora também de linhas internacionais, ligação entre o país e seus vizinhos Índia, Tailândia e Paquistão, realiza o transporte aéreo doméstico.

### Segurança pública, criminalidade e comunicações

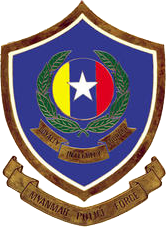
Brasão da Myanmar Police Force

A Myanmar Police Force, formalmente conhecida como The People's Police Force (em birmanês: ပြည်သူ့ရဲတပ်ဖွဲ့; romaniz.: MLCTS: Pyi Thu Yae Tup Pwe), foi estabelecida em 1964 como um departamento independente vinculado ao Ministério das Relações Interiores. Foi reorganizada em 1 de outubro de 1995 e informalmente passou a pertencer aos Tatmadaw (forças armadas).
Em 2013, a população carcerária de Myanmar era superior a 60 mil prisioneiros. Os índices de roubo, assassinato, suborno, corrupção, desfalque e atividades do mercado são altos em comparação a regimes totalitários similares da época em que Myanmar era uma ditadura militar. O Estado é culpado por grande parte dos crimes. A Organização das Nações Unidas faz um registro de direitos humanos continuamente abusados e assassinatos de civis inocentes, dentre eles menores de idade, pessoas do sexo feminino, monges budistas, estudantes, grupos minoritários e opositores políticos.
Entre 1988 e 2011, a junta militar nomeava qualquer dos juízes e advogados: o CEPD cumpria qualquer das funções legais. A culpa mais frequente era de subverter contra o Estado ou exército, se baseando em uma lei de 1975. Dentre as ordens arbitrárias do CEPD, incluía a proibição de reuniões com cerca de cinco pessoas. Não era possível a atuação da Anistia Internacional no país. A junta incentivava que os estados da fronteira nordeste se desenvolvessem. O nordeste de Myanmar era uma região produtora de 200 toneladas anuais de heroína, equivalente a 60% do que era produzido em todo o mundo naquela época.
Os meios de comunicação nacionais são controlados pelo governo de Myanmar. Existem seis jornais diários, sendo quatro em birmanês e dois em inglês. Programas em birmanês, inglês e em línguas locais são transmitidos pela Myanmar Radio and Television (MRTV). Existem apenas duas emissoras de rádio AM, nove emissoras de rádio FM e três emissoras de rádio em ondas curtas. Há 646 700 usuários de Internet no país, o equivale a 1,2% de toda a população de internautas no mundo todo. Em Myanmar, existem 1 055 websites hospedados. O código de Internet de Myanmar é .mm.
Não há liberdade de expressão em Myanmar desde 1962. O Ministério da Informação precisa aprovar qualquer dos livros e dos jornais particulares. Entre 1988 e 2011, considerava-se a discordância política como um crime ofensivo. Todo o material antigovernamental era produzido por uma mídia pró-democrática na clandestinidade.

## Cultura

### Artes e cotidianos familiar, urbano e rural

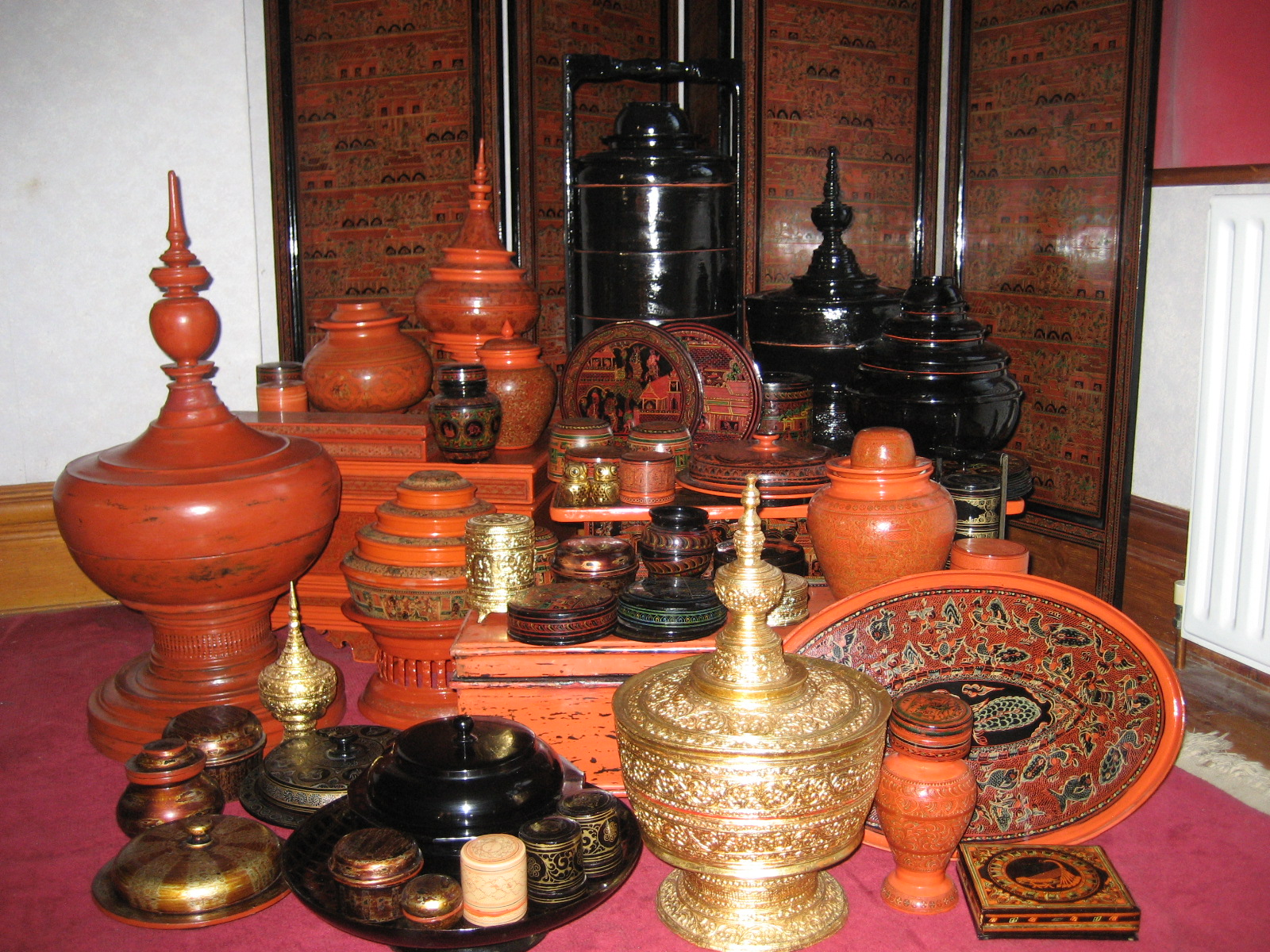
Uma coleção de laca birmanesa de Bagan

Em Myanmar, o budismo e o hinduísmo inspiraram as artes. Missionários destas religiões foram a Myanmar no século V, tendo levado conceitos hindus nos campos da arquitetura e da escultura religiosas.
Há pagodes budistas em qualquer das cidades, aldeias e vilarejos. A crença popular reside na recompensa espiritual trazida pelos pagodes aos seus construtores. Estima-se a existência de um notório pagode, o Shwe Dagon, em Rangum, há mais de 2 500 anos. Milhares de budistas e visitantes são atraídos por esse edifício em forma de círculo, revestido de ouro. Possui ao seu redor pequenos pagodes, santuários e sinos.
Talvez os hindus tenham contribuído mais com teatro e dança para a cultura birmanesa. Essas formas de artes ainda têm popularidade no país. Tigelas, pratos e demais utensílios de laca são fabricados pelos artesãos, que passam várias camadas de resina escura e brilhante, que se retira de uma árvore em cima de estruturas de bambu delgado ou arcabouços metálicos.

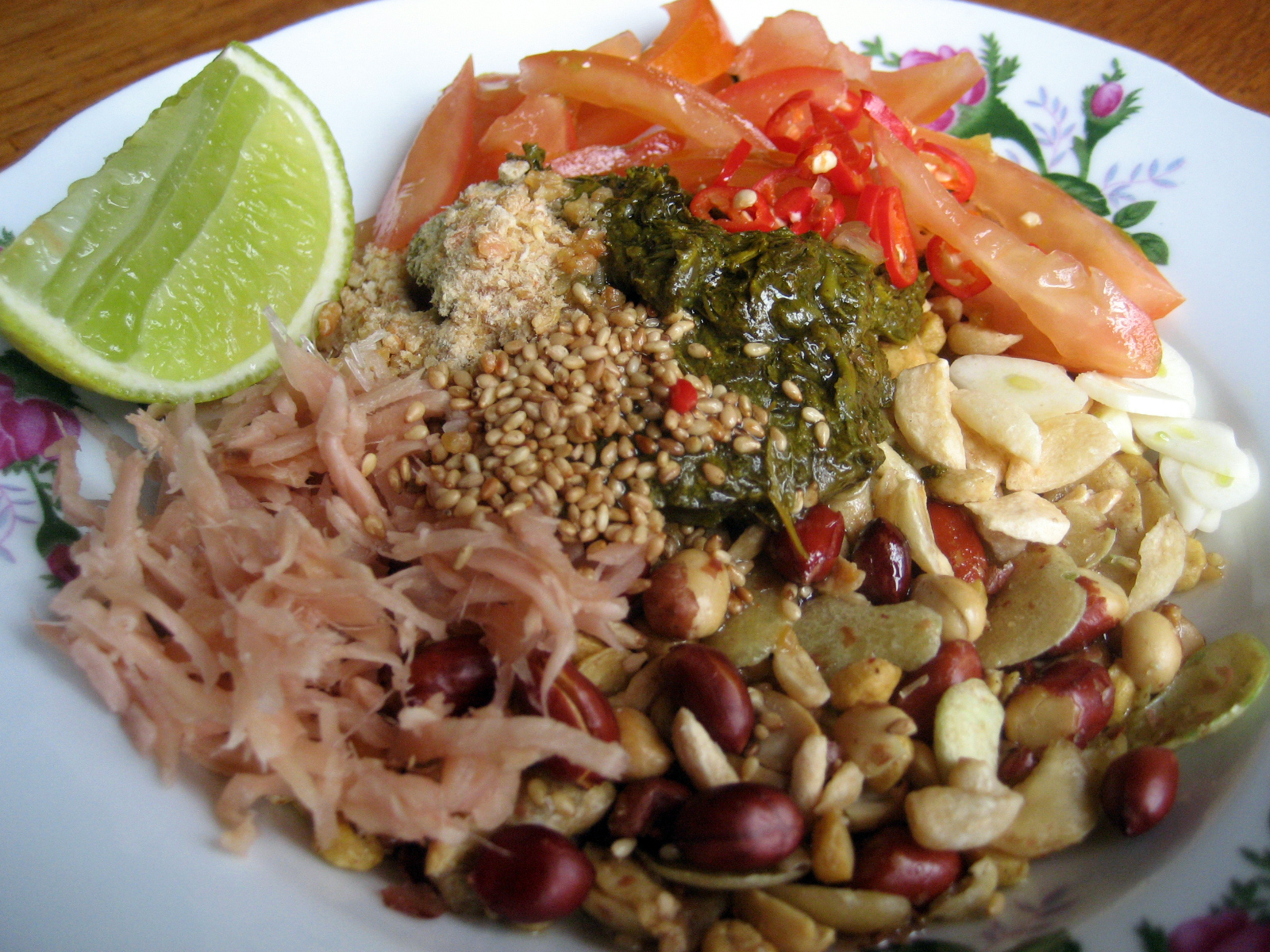
Lahpet, um prato popular

A maior parte das pessoas mora em casas térreas de bambu e revestidas de palha. Estas casas muito pequenas possuem um telhado elevado e bem inclinado. O cotidiano das famílias está concentrado em uma varanda exposta, perto da casa. Essa varanda é utilizada como sala de estar e de jantar. Em geral, erguem-se as casas em cima de estacas feitas de bambu para ficarem livres de insetos e animais silvestres, assim como para o fornecimento de abrigo ao gado. Fazem-se com frequência as casas dos mais ricos com madeira]de teca.
O arroz é o prato mais importante. Geralmente, serve-se em tigelas, come-se com os dedos e mistura-se sempre com demais comidas. Prepara-se uma grande quantidade de pratos de Myanmar com caril em pó, um tempero do oriente. Entre estes pratos são encontrados o panthay khowse (macarrão com galinha) e o nga sak kin (bolinhos de peixe com caril). O chá é uma bebida bastante consumida em terras mianmarenses. Vários homens e mulheres mastigam noz de areca em Myanmar, além do costume de mastigar chicletes em certos países ocidentais.

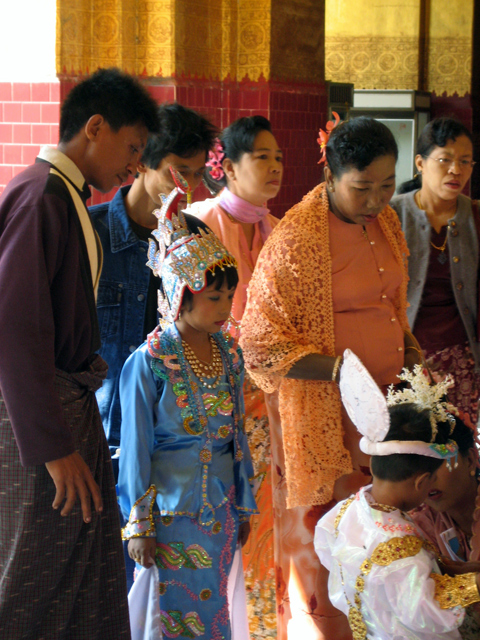
Cerimônia de perfuração da orelha no Mahamuni Buddha em Mandalai

Longyis vivamente coloridos, ou saias bem ajustadas, fabricadas com peças de seda ou de algodão são vestidos por homens e mulheres. Os homens utilizam paletós uniformemente coloridos, indo até os joelhos. Uma das roupas que as mulheres vestem é o aingyis, isto é, uma blusa totalmente branqueada. Os homens revestem a cabeça com peças de seda vivamente coloridas, que amarram-se em torno de diminutas cestas feitas de vime, usadas para formar adorno. Geralmente, as mulheres não têm a cabeça coberta, porém, seus cabelos são enfeitados com pentes ou flores. Os costumes de certas mulheres que vivem em zonas montanhosas são incomuns; as mulheres palaungs, exemplificando, utilizam altos colares de bronze, formando espiral, como alongamento do pescoço. Segundo os palaungs, o pescoço comprido embeleza mais a mulher.
Os festivais do budismo formam a maior parte da organização do lazer. Uma grande quantidade desses festivais birmaneses é comemorado com um tipo de teatro, denominado pwè. No pwè, agrupamentos de atores, cantores e bailarinos são apresentados em palcos ao ar livre.
Rangum, Mandalai, Nepiedó e Moulmein são as únicas cidades com população superior a um milhão de habitantes. A maior parte das cidades possui mais de cem anos e estão situadas nos vales dos rios ou nas baixadas litorâneas. Os mosteiros budistas, os templos e os altos pagodes pintados com cores conferem às cidades birmanesas uma característica bem diferenciada daquela que os ocidentais costumam observar.
Os agricultores de Myanmar moram em aldeias, em geral formadas por 25 a 50 casas. Essas casas são habitualmente concentradas no decorrer das ruas sem asfalto, curtas e tortas. A maior parte das aldeias possui uma mercearia, frequentemente controladas por comerciantes de etnia chinesa. Os mosteiros budistas, na periferia das aldeias são um centro social e religioso. Em quase o total das aldeias há um pagode alto, em geral, erguido no lugar mais alto.
Certos rizicultores, que moram nas terras férteis do delta do Irrauádi, passaram a receber entre 80 e 90 US$ anuais. A maior parte dos camponeses de Myanmar, entretanto, recebem bem menos e sobrevivem basicamente do que é plantado por eles.

### Literatura e cinema

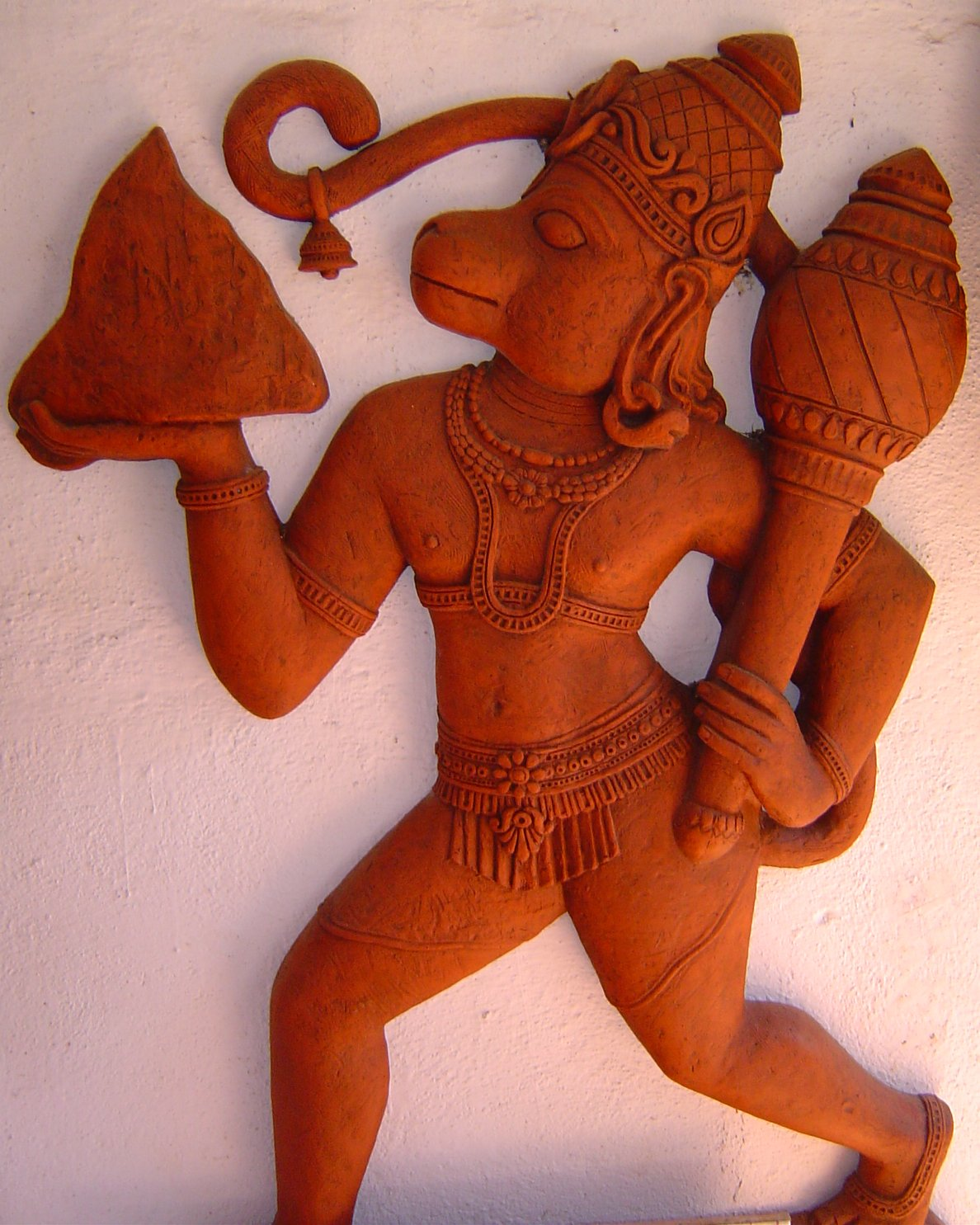
Escultura de Hanuman carregando a montanha Dronagiri, esculpida em terracota

Embora seja evoluída há muitos séculos, a literatura birmanesa é pouco original: a influência indiana teve força cada vez maior. São muito produzidas as jataka (vidas de Buda em suas diversas presenças), porém, geralmente são histórias traduzidas (ou livremente reinterpretadas) da língua páli, idioma extinto em que se escrevem os textos sagrados da religião budista. Originárias de Myanmar, são as jazawin (crônicas), sempre contínuas antes do século XIX, porém não são historicamente valiosas.
Na poesia, merece destaque Ching Çila-vunça (1453–c. 1520), monge budista introdutor das poesias espirituais, espécie de sermões em verso. Exatamente no último período antes de Myanmar ter sido ocupado pelos ingleses, surge uma poesia épica a respeito dos assuntos do Ramáiana, escrito por U Tō de 1819 a 1837, na maior obra da literatura de Myanmar.
Desde 1900, os romances traduzidos do francês e do inglês para o birmanês dominaram o comércio literário, e desde 1930, surgiram escritores com romances inspirados no socialismo, tais como Ming Aung, cujo romance Mo-uk Mil-biin (A Terra sob o céu) foi agraciado em 1948 com o mais antigo prêmio literário do país. Faltam traduções, e isso impede a formação de opinião a respeito dessa obra e demais, de correntes iguais. Em 1960, foi traduzido para o russo o romance Nga Ba (denominação de um agricultor da Birmânia, aprisionado quando o país foi ocupado pelo Japão), de Maung Thing, das poucas obras da literatura birmanesa de fácil acesso em uma língua europeia.
O cinema em Myanmar começou com certos documentários feitos de 1915 e 1920. O ritmo produtivo alcançou mais de quarenta longas-metragens por ano até a guerra, que desfez quatro dos cinco estúdios que existiam em Rangum. Em 1946, tendo seis estúdios novos e ainda colonizado pelo Reino Unido, produziu 27 filmes. O maior cineasta birmanês denominado Maun Thien Nium, foi diretor de A Casa Ratanapum (1956). Filmes de 16 mm e filmes de atualidades eram realizados pela seção de teatro e cinema do Ministério da Informação.

### Esportes

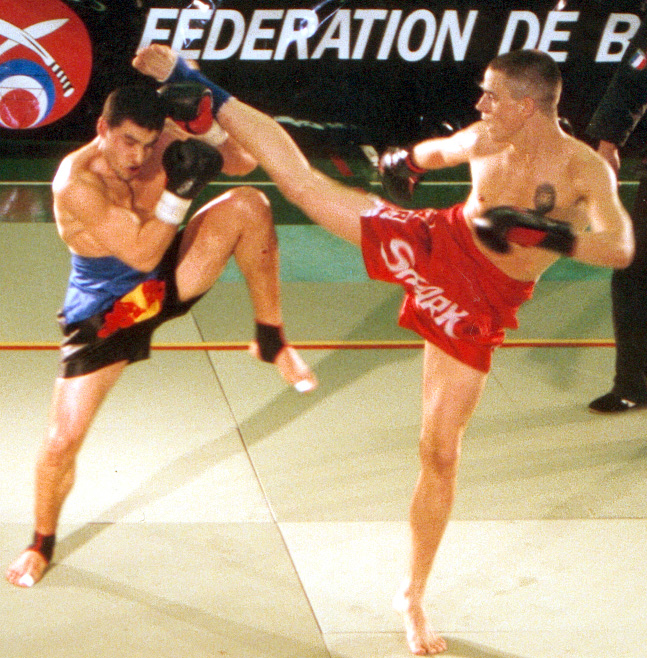
Dois boxeadores lutando lethwei

O futebol é o esporte mais popular de Myanmar. O chinlone é um desporto indígena, que utiliza uma bola de rattan e é jogado usando principalmente os pés e os joelhos, mas a cabeça e também podem ser utilizados os braços, exceto as mãos. O kickboxing birmanês chamado lethwei é popular e torneios podem ser vistos em festivais de pagode. Uma forma de artes marciais birmanesas derivadas do Shan chamada thaing, dividida em bando (combate desarmado) e banshay (luta armada), bastante semelhante ao chinês Kung fu, também é praticada. Doze festivais sazonais de regatas são realizados no mês de Tawthalin (entre agosto e setembro), e eventos equestres foram realizados pelo exército real no tempo dos reis birmaneses no mês de Pyatho (entre dezembro e janeiro). Durante o domínio britânico, o críquete foi jogado pelos ingleses no poder, com a seleção birmanesa de críquete jogando uma série de jogos de primeira classe. A equipe existe hoje, embora a qualidade já não seja de primeira classe, e é um membro afiliado do Conselho Internacional de Críquete.
Os Jogos do Sudeste Asiático de 2013 ocorreram em Nepiedó, Rangum, Mandalai e Ngwesaung Beach em dezembro, representando a terceira ocasião em que o evento foi realizado em Myanmar. O país já tinha sediado os jogos em 1961 e 1969.

### Feriados
| Data (2010)          | Nome em português          | Nome em birmanês                  | Observações                                                                              |
| -------------------- | -------------------------- | --------------------------------- | ---------------------------------------------------------------------------------------- |
| 4 de janeiro         | Dia da Independência       | လွတ်လပ်ရေးနေ့ Lut lat yay nei            | Marca a independência do Império Britânico in 1948                                       |
| 12 de fevereiro      | Dia da União               | ပြည်ထောင်စုနေ့ Pyidaungzu nei             | Aniversário do Acordo de Panglong em 1947                                                |
| 26 de fevereiro      | Lua Cheia de Tabaung       | တပေါင်းလပြည့်နေ့ Tabaung la pyei nei       | Tabaung pwè Festivais de Pagode                                                          |
| 2 de março           | Dia dos Camponeses         | တောင်သူလယ်သမားနေ့ Taungthu lèthama nei     | Aniversário do golpe de Ne Win                                                           |
| 27 de março          | Dia de Tatmadaw            | တော်လှန်ရေးနေ့ Taw hlan yei nei            | Antigamente Dia da Resistência (contra a ocupação japonesa em 1945)                      |
| 13–16 de abril       | Festival da Água           | သင်္ကြန် Thingyan                     | Celebra e traz no Ano Novo Birmanês                                                      |
| 17–21 de abril       | Ano Novo Birmanês          | နှစ်ဆန်းတစ်ရက်နေ့ Hnit hsan ta yet nei    | marca o Ano Novo de calendário birmanês                                                  |
| 1.º de maio          | Dia do Trabalho            | အလုပ်သမားနေ့ a louk thama nei           | Dia dos Trabalhadores                                                                    |
| 8 de maio            | Lua Nova de Kason          | ကဆုန်လပြည့်ဗုဒ္ဓနေ့ Kason la pyei Boda nei | Aniversário do nascimento, iluminação e morte de Buda celebrada por regar a árvore Bodhi |
| 19 de julho          | Dia dos Mártires           | အာဇာနည်နေ့ Azani nei                   | Comemora o assassinato de Aung San e vários outros membros do gabinete em 1947           |
| 26 de julho          | Início da Quaresma Budista | ဝါဆိုလပြည့်နေ့ Waso la pyei nei           |                                                                                          |
| 23 de outubro        | Fim da Quaresma Budista    | သီတင်းကျွတ် Thadingyut                  | Festival das Luzes                                                                       |
| Out–Nov              | Diwali                     | ဒေဝါလီနေ့ Deiwali nei                  | Dia do Festival Hindu das Luzes                                                          |
| 21 de novembro       | Festival Tazaungdaing      | တန်ဆောင်မုန်းလပြည့်နေ့ Tazaungmon la pyei nei | Festival das Lanternas Voadoras/Balões de Ar Quente                                      |
| 1.º de dezembro      | Dia Nacional               | အမျိုးသားနေ့ Amyotha nei                  | Aniversário da primeira greve de estudantes universitários em 1920                       |
| 25 de dezembro       | Natal                      | ခရစ္စမတ်နေ့ Hkarissamat nei           |                                                                                          |
| Dezembro–janeiro     | Eid ul-Adha                | အိဒ်နေ့ Id nei                        | Um festival de sacrifício no final do Hajj (peregrinação anual a Meca)                   |
| 5 de janeiro de 2011 | Ano Novo Kayin (Karen)     | ကရင်နှစ်သစ်ကူး Kayin hnithiku           | Celebra o Ano Novo do povo Karen                                                         |